# Detektiv Conan
Detektiv Conan (japanisch 名探偵コナン Meitantei Konan, deutsch ‚Meisterdetektiv Conan‘) ist eine seit 1994 laufende, international erfolgreiche Manga-Reihe des japanischen Zeichners Gōshō Aoyama.
Die Handlung dreht sich um den 16-jährigen – im Anime den 17-jährigen – Oberschüler und Hobbydetektiv Shin’ichi Kudō, dessen Körper durch ein Gift die Form eines Grundschülers annimmt. Daraufhin kommt er beim Privatdetektiv Kogorō Mōri unter und löst heimlich dessen Fälle. Die Shōnen-Serie, die in die Genres Krimi und Comedy einzuordnen ist, wurde unter anderem als Animeserie, Realverfilmung, Filmreihe und in Videospielen umgesetzt und inspirierte mehrere Ableger.
Mit weltweit über 270 Millionen Büchern im Umlauf ist Detektiv Conan eine der erfolgreichsten japanischen Manga-Serien.

## Handlung
Detektiv Conan erzählt in lose zusammenhängenden Kurzgeschichten die Abenteuer des jungen Oberschülers und erfolgreichen Hobbydetektivs Shin’ichi Kudō, der nach dem Lösen eines Mordfalls im Freizeitpark Tropical Land von zwei verdächtigen Männern in Schwarz hinterrücks niedergeschlagen wird. Sie verabreichen ihm heimtückisch eine Kapsel mit dem mysteriösen Zellgift Apoptoxin 4869, das ihn töten soll. Stattdessen überlebt Shin’ichi und sein Körper verjüngt sich überraschend um etwa zehn Jahre.
Seiner Größe und Kraft, nicht jedoch seiner Intelligenz, beraubt, wendet sich der geschrumpfte Shin’ichi an seinen Nachbarn, den Erfinder Professor Hiroshi Agasa, der ihm in schwierigen Zeiten hilfreich zur Seite steht und ihn im Laufe der Zeit mit technischen Spielereien versorgt, wie dem Narkosechronometer, den Power-Kick-Boots, einem Skateboard mit Solarbetrieb, oder dem als Fliege getarnten Stimmentransposer, mit dem er die Stimme jeder beliebigen Person täuschend echt imitieren kann.
Als Shin’ichis Sandkastenfreundin Ran Mōri auf der Suche nach ihm den Professor besucht, fällt ihr sofort der kleine, unbekannte Junge auf. Damit Ran nicht erkennt, dass der kleine Shin’ichi als Kind erstaunlich ähnlich sieht, nimmt er die Brille seines Vaters, um sich provisorisch zu tarnen. Um seine wahre Identität geheim zu halten, ist Shin’ichi gezwungen, sich spontan einen neuen Namen auszudenken. Beim Anblick zweier Krimis nennt er sich Conan Edogawa – nach dem britischen Schriftsteller Arthur Conan Doyle und dem japanischen Krimiautor Rampo Edogawa. Ran, der nach und nach schließlich doch eine Ähnlichkeit mit ihrem vermissten Freund auffällt, erklärt er, er sei ein entfernter Verwandter Shin’ichis und habe in der Vergangenheit viel Zeit mit ihm verbracht.
Conan zieht zu Ran und ihrem Vater, dem erfolglosen Privatdetektiv Kogorō Mōri, in der Hoffnung, mehr Informationen über die „Männer in Schwarz“, ihre Organisation und das Gift zu bekommen. Sein Ziel ist die Zerschlagung der Organisation und das Erlangen alter Größe durch ein Gegengift. Von nun an bemüht er sich, Mōri bei der Lösung von dessen Fällen unauffällig zu unterstützen – oder die Rätsel am besten gleich selbst zu knacken, allerdings ohne seine wahre Identität zu verraten.
Dies gestaltet sich jedoch meistens schwieriger, als es auf den ersten Blick erscheinen mag. Oft muss er Ran, die hin und wieder Verdacht schöpft, belügen, um sein Geheimnis zu wahren und sowohl sie als auch sich selbst vor der Organisation zu schützen. Da beide jedoch ineinander verliebt sind und Ran ihn schmerzlich vermisst, ist es nicht immer einfach für ihn, seine wahre Identität vor ihr geheim zu halten. Außerdem muss er sich seinem äußerlichen Alter entsprechend wie ein kleines Kind verhalten und zu seinem Leidwesen auch wieder die japanische Grundschule besuchen. Dort gründet er unfreiwillig mit seinen Mitschülern Ayumi Yoshida, Genta Kojima und Mitsuhiko Tsuburaya die Detective Boys, mit denen er nicht selten auch knifflige Fälle löst, wo jedoch überwiegend nur er sinnvoll kombiniert.
Im Laufe der Handlung bekommt Conan Hilfe von Shiho Miyano, genannt Sherry, die das Gift entwickelte und nach dem Mord an ihrer Schwester durch die Organisation die Mitarbeit in der Organisation verweigert. Um der Strafe zu entgehen, nahm sie ihr eigenes Gift, mit dem Vorhaben sich selbst zu töten, musste jedoch zu ihrer eigenen Verwunderung feststellen, dass es sie schrumpfte und nicht tötete. Unter dem Namen Ai Haibara wohnt sie seither bei Professor Agasa, besucht Conans Klasse und wird Mitglied der Detective Boys.
Auch der Schülerdetektiv Heiji Hattori aus Osaka kommt hinter Shin’ichis Geheimnis, behält dies aber für sich, da beide gute Freunde werden. Des Weiteren wissen auch Shin’ichis Eltern, Yūsaku und Yukiko Kudō, von seiner neuen Identität. Beide leben in Los Angeles und wollen ihren Sohn gerne überreden, mit ihnen in die USA zu kommen und das Zerschlagen der Organisation der Polizei zu überlassen. Shin’ichi lehnt jedoch ab, da er diesen Fall selbst lösen und bei Ran bleiben will.
Im Laufe der Zeit gelingt es Conan nach und nach, einige Geheimnisse der Organisation aufzudecken, doch der große Schlag gegen sie bleibt ihm noch verwehrt. Dazu macht er Bekanntschaft mit Vertretern des FBI, der CIA und der Japanischen Sicherheitspolizei, die ebenfalls gegen die Organisation ermitteln.
Zu bestimmten Zeitpunkten schafft es Conan jedoch, sich durch Prototypen des Gegengifts für eine kurze Zeit in Shin’ichi zurückzuverwandeln, fast immer mit Ais Hilfe oder nur durch Zufall. Dies dient meistens dazu, Rans Verdacht zu zerstreuen oder unfreiwillig einen Fall zu lösen.
Ein großer Teil der Handlung spielt im fiktiven Stadtviertel „Beikachō“ (米花町, angelehnt an Baker Street, in der Sherlock Holmes lebt) in Tokio, der Hauptstadt Japans. Im Rahmen verschiedener Ausflüge, Veranstaltungen oder Urlaube wird sie jedoch oft nach Osaka, Hokkaidō oder in andere Präfekturen Japans verlegt. Auch kam es schon zu Fällen in den verschiedensten Verkehrsmitteln wie Schiffen, Flugzeugen oder dem Shinkansen. Zweimal spielte die Handlung bereits außerhalb von Japan, einmal in New York (Band 35) und einmal in London (Band 71/72). In einer Rückblende wird ein Treffen auf der Vauxhall Bridge gezeigt, wobei Mary hierbei das Gift eingeflößt wurde (Band 99). Im 23. Kinofilm ist Conan mit Kaito Kid (als Shinichi verkleidet) in Singapur, u. a. im Merlion Park.

## Figuren
Shin’ichi Kudō alias Conan Edogawa
Der 16-jährige Oberschüler Shin’ichi Kudō (工藤 新一 Kudō Shin’ichi) wird als Erlöser der japanischen Polizei angesehen. Sein größtes Vorbild ist Sherlock Holmes; außerdem ist er ein ausgezeichneter Fußballspieler. Er ist der Sohn von Yūsaku Kudō (工藤 優作 Kudō Yūsaku), einem berühmten Krimischriftsteller und Hobbydetektiv, und Yukiko Kudō (工藤 有希子 Kudō Yukiko, geborene Fujimine 藤峰), einer ehemaligen Schauspielerin. Nachdem er durch ein Gift der Schwarzen Organisation verjüngt wurde, lebt er unter dem Namen Conan Edogawa (江戸川 コナン Edogawa Conan) bei seiner Sandkastenfreundin Ran Mōri und ihrem Vater Kogorō Mōri. Shin‘ichi ist in Ran verliebt. Mit seinem „Narkosechronometer“, einer von Professor Agasas Erfindungen, betäubt er meist Kogorō und ahmt seine Stimme mithilfe des „Stimmentransposers“ nach – so kann er auch unentdeckt Fälle lösen. Seine Freunde und Bekannte, die nichts von seiner wahren Identität wissen, lässt er im Glauben, er habe irgendwo außerhalb Tokios einen wichtigen Fall zu lösen. Für die Organisation gilt er seither als verstorben. Seit seiner Verjüngung taucht Shin’ichis Name nicht mehr in der Presse und Öffentlichkeit auf. Er gilt für die Bewohner Japans als verschwunden bzw. verstorben. Shin’ichis Name bedeutet im Japanischen „eine Wahrheit“, und sein Motto lautet dementsprechend: „Es gibt immer nur eine Wahrheit“.
Ran Mōri
Ran Mōri (毛利 蘭 Mōri Ran) ist die Sandkastenfreundin von Shin’ichi. Als Kapitänin der Karatemannschaft ihres Viertels ist sie bekannt für ihre Schlagkraft. Sie ist zwar manchmal ziemlich aufbrausend, doch sie hat eine fröhliche Persönlichkeit und sorgt sich immer um andere; manchmal vergisst sie dabei sogar sich selbst. Sie wohnt bei ihrem Vater Kogorō und versucht immer wieder, ihre getrennt lebende Mutter Eri Kisaki dazu zu bewegen, zu ihrem Vater zurückzukehren. Sie ist heimlich in Shin’ichi verliebt, was sie ihm gegenüber aber nie offen zugibt. Conan behandelt sie wie einen kleinen Bruder, allerdings scheint sie unbewusst zu ahnen, dass Conan Shin’ichi ist.
Kogorō Mōri
Kogorō Mōri (毛利 小五郎 Mōri Kogorō) ist der Vater von Ran Mōri. Der 38-Jährige kann Conan nicht leiden, schlägt ihn regelmäßig und versucht oft, ihn schlechtzumachen. Er ist jedoch auch bereit, für einen Fall mit ihm zu ermitteln. Früher war er Kriminalpolizist, wurde aber wegen eines schwerwiegenden Fehlers aus dem Dienst entlassen; seine Frau Eri verließ ihn kurze Zeit später. Seither ermittelt Kogorō mehr schlecht als recht als Privatdetektiv. Doch als Conan auftaucht, wird er unter dem Namen Der schlafende Kogorō bzw. Der Detektiv, der seine Fälle im Schlaf löst bekannt, da Conan ihn beinahe bei jedem Fall betäubt und mit dem Stimmentransposer die Fälle in Kogorōs Namen löst. Er betrinkt sich häufig und ist ein großer Fan der J-Popsängerin und Schauspielerin Yōko Okino. Allerdings hat Kogorō in der Tat verborgene kriminalistische Fähigkeiten, mit denen er Fälle auch ohne Conans „Hilfe“ lösen kann – jedoch nur, wenn ein Fall ihn ganz persönlich berührt.
Professor Hiroshi Agasa
Professor Hiroshi Agasa (阿笠 博士 Agasa Hiroshi) ist 52 Jahre alt, wohnt neben der Villa der Kudōs und ist seit jeher eng mit Shin’ichi und dessen Familie befreundet. Seine Erfindungen erweisen sich für Conan als sehr nützlich. So versorgt Agasa Conan unter anderem mit dem Stimmentransposer und dem Narkosechronometer, die Conan am häufigsten für das Lösen der Fälle verwendet.
Shiho Miyano alias Ai Haibara
Die 18-jährige Shiho Miyano (宮野 志保 Miyano Shiho) war ein Mitglied der Schwarzen Organisation und unter dem Decknamen Sherry bekannt. Ihre Eltern waren bereits Mitglieder der Organisation und haben mit der Entwicklung des Giftes APTX 4869 (Apoptoxin 4869) angefangen. Weil ihre Eltern starben, wurde sie von der Organisation zur Ausbildung nach Amerika geschickt. Shiho und ihre Schwester Akemi wollten aus der Organisation aussteigen, doch Gin ermordete Akemi und Shiho wurde von der Organisation gefangen genommen. Um der Strafe der Organisation zu entgehen, versuchte sie, sich mit dem von ihr selbst entwickelten Gift das Leben zu nehmen. Sie verwandelte sich jedoch wie Shin’ichi in ein Kind zurück, konnte so fliehen und lebt von da an bei Professor Agasa. Shiho unterstützt Conan unter dem Namen Ai Haibara (灰原 哀 Haibara Ai) und ist ein Mitglied der „Detective Boys“. Sie hat offensichtlich zarte Gefühle für Conan/Shin’ichi entwickelt, doch wegen ihrer distanzierten Art und weil dieser seinerseits Ran nahesteht, hält sie sich davor zurück, ihm ihre Gefühle offen zu gestehen.
Die Detective Boys
Eine Gruppe aus Conans und Ais Klasse, die sich zu Detektiven ernannt haben und seitdem in irgendwelche gefährliche Fälle geraten und sie – meistens durch Conan – mit Brillanz lösen. Ihre Mitglieder sind neben Conan und Ai:
- Ayumi Yoshida (吉田 歩美 Yoshida Ayumi): Ein junges, sehr fröhliches Mädchen. Obwohl naiv und sehr furchtsam, ist sie mit ihrem unerschütterlichen Optimismus ein unersetzliches Mitglied der Gruppe. Sie ist offen in Conan verliebt, was ihren männlichen Kameraden allerdings nicht so gut gefällt.
- Mitsuhiko Tsuburaya (円谷 光彦 Tsuburaya Mitsuhiko): Nach Conan und Ai der intelligenteste und gebildetste der Detective Boys, da er aus einer Lehrerfamilie stammt. Er ist zunächst in Ayumi verliebt, nach und nach entwickelt er aber auch tiefere Gefühle für Ai.
- Genta Kojima (小嶋 元太 Kojima Genta): Ein dicklicher, kräftiger Junge und der selbsternannte Anführer der Detective Boys. Obwohl er ziemlich großspurig ist und dazu tendiert, eher seine Muskeln als seinen Kopf einzusetzen, ist er dennoch ein treuer und zuverlässiger Kamerad. Auch er ist in Ayumi verliebt. Außerdem zeigt er eine ausgeprägte Vorliebe für die Speise Unagi Meshi (鰻飯,  gebratener Aal auf Reis).

Heiji Hattori
Genauso wie Shin’ichi ist der gleichaltrige Heiji Hattori (服部 平次 Hattori Heiji) ein überaus erfolgreicher Detektiv aus Osaka. Bei der zweiten Begegnung der beiden findet er heraus, dass Conan Shin’ichi ist; dies behält er jedoch für sich. Seitdem sind sie die besten Freunde und lösen so manchen Fall gemeinsam. Heijis Vater ist Polizeipräsident von Osaka. Heiji taucht zumeist zusammen mit seiner Jugendfreundin Kazuha auf, die ihn auf fast all seinen Reisen begleitet und in die er heimlich verliebt ist. Heiji ist die Nummer 2 der Kendokämpfer in der ganzen Region. Heijis besondere Merkmale sind seine Baseballmütze, seine dunkle Hautfarbe und sein stark ausgeprägter Kansai-Dialekt, der ein Vorgehen Heijis in Verkleidung oftmals ziemlich erschwert.
Kazuha Toyama
Kazuha Toyama (遠山 和葉 Toyama Kazuha) ist die Sandkastenfreundin von Heiji und später auch eine gute Freundin von Ran, nachdem sie sie zuerst für eine Rivalin gehalten hatte. Ihr Vater ist Hauptkommissar in Osaka und arbeitet mit Heijis Vater zusammen. Beide Familien sind gut miteinander befreundet. Wie Heiji beherrscht auch Kazuha eine Kampfkunst, sie hat den 3. Dan in Aikidō. Kazuha ist schon seit Kindertagen heimlich in Heiji verliebt, schafft es jedoch nicht, ihm dies zu sagen.
Sonoko Suzuki
Sonoko Suzuki (鈴木 園子 Suzuki Sonoko), Rans beste Freundin, ist die jüngste Tochter einer wohlhabenden Industriellenfamilie, die jede sich bietende Gelegenheit ausnutzt, um Ran wegen ihrer stockenden Beziehung mit Shin’ichi aufzuziehen. Sie hingegen schwärmt gleich für zwei mögliche Verehrer: Kaitō Kid und Makoto Kyōgoku (京極 真 Kyōgoku Makoto), einem Karate-Schulchampion, der selbst viel für Sonoko übrig hat. Sie hat eine ältere Schwester namens Ayako. Sonoko ist ferner Conans bevorzugtes Betäubungsziel in Mordfällen, bei denen Kogoro nicht vor Ort ist.
Masumi Sera
Masumi Sera (世良 真純 MSera Masumi) ist eine burschikose Schuldetektivin, die nach einem Aufenthalt in Amerika zu Rans und Sonokos neuer Klassenkameradin wird. Masumi traf Shin’ichi/Conan und Ran zehn Jahre zuvor als Kinder, als sie und ihre Familien in einen Kriminalfall verwickelt wurden, und seit dieser Begegnung bewundert sie Shin’ichi immens. Sie zeigt ein außergewöhnliches Interesse an Conan und versucht alles, um ihm nahezukommen; und es wird angedeutet, dass sie über Conans Geheimnis genauestens Bescheid weiß. Sie ist zudem die jüngere Schwester von Shuichi Akai und Shukichi Haneda (siehe unten).
Mary Sera
Mary Sera (世良メアリー Sera Mearī) ist ein geheimnisvolles Mädchen, das mit Masumi zusammenlebt. Im Laufe der Handlung stellt sie sich als die Mutter von Masumi, Shuichi und Shukichi heraus, die – ebenso wie Conan und Ai – durch das APTX 4869 in eine kindliche Gestalt zurückverwandelt wurde. Sie ist eine Geheimagentin des MI6.
Momiji Ooka
Momiji Ooka (大岡 紅葉 Ōoka Momiji) ist eine Oberschülerin aus Kyoto. Karuta ist ihre Leidenschaft. Sie liebt Heiji und konkurriert somit mit Kazuha um ihn.
Japanische Polizei
Im Verlauf der Serie stolpern Conan und Co. über verschiedene polizeiliche Fälle und arbeiten dann mit den Beamten an deren Aufklärung weiter. Das erste Kriminaldezernat in Tokio, dem Megure und seine Untergebenen angehören, hat schon vor dem Anfang der Serie eng mit Shin’ichi zusammengearbeitet; eine Zusammenarbeit, die mit Shin’ichis Alter Ego Conan weiter praktiziert wird.
- Jūzō Megure: Jūzō Megure (目暮 十三 Megure Jūzō) ist ein Kommissar der japanischen Polizei. Vor Kogorōs Entlassung war er dessen Vorgesetzter. Jetzt wird es vorwiegend ihm zuteil, seine Fälle zusammen mit Kogorōs vermeintlicher Hilfe zu lösen. Sein Markenzeichen ist der Schlapphut, mit dem er versucht, eine Narbe aus einem frühen Fall zu verdecken, bei dem er seine spätere Frau Midori kennenlernte. Ihm unterstellt sind die Inspektoren Wataru Takagi und Miwako Satō.
- Miwako Satō: Inspektorin Miwako Satō (佐藤 美和子 Satō Miwako) ist eine Beamtin der japanischen Polizei, die von fast allen Kollegen aus der Abteilung verehrt wird. Sie ist die Einzige, die Conans vermeintlich unbeabsichtigten Einfälle mit Freude aufnimmt. Als sie noch zur Grundschule ging, verstarb ihr Vater bei einem Autounfall während der Ausübung seiner Pflicht, was sie dazu veranlasste, Polizistin zu werden. Aufgrund des tragischen Todes ihres Kollegen Jinpei Matsuda fällt es ihr zuerst schwer, ihre wahren Gefühle für ihren Kollegen Wataru Takagi zu offenbaren; beide werden jedoch später ein festes Paar.
- Wataru Takagi: Wataru Takagi (高木 渉 Takagi Wataru) ist ebenfalls ein Inspektor der japanischen Polizei und fungiert als rechte Hand von Kommissar Megure. Er ist schüchtern und tollpatschig, hat aber vielversprechende Tendenzen und vertraut in die Fähigkeiten Conans. Darüber hinaus ist er der einzige Kriminalist, der hinter Conan jemand anderes vermutet. Er ist von Anfang an in seine Kollegin Satō verliebt, aber erst nach sehr vielen Hindernissen kommen die beiden schließlich zusammen.
- Ninzaburō Shiratori: Ninzaburō Shiratori (白鳥 任三郎 Shiratori Ninzaburō) ist genau wie Satō und Takagi ein Beamter der japanischen Polizei und stammt aus einer reichen Familie. Er ist oft sehr eitel und eingebildet und findet Conans Verhalten manchmal sehr merkwürdig. Shiratori traf in seiner Kindheit ein Mädchen, in das er sich verliebte und sie später als Sato wieder zu erkannt haben glaubte; er findet später jedoch seine wahre Liebe in Sumiko Kobayashi (小林 澄子 Kobayashi Sumiko) wieder, der Klassenlehrerin der Detective Boys.
- Yumi Miyamoto: Yumi Miyamoto (宮本 由美 Miyamoto Yumi), eine Verkehrspolizistin und Inspektorin Satos neckische beste Freundin, die es sich nicht nehmen lässt, der aufkeimenden Beziehung zwischen Sato und Takagi immer wieder einen kleinen „Schubs“ nach vorne zu geben. Sie selbst pflegt eine ab- und angehende Beziehung mit Shūkichi Haneda (羽田 秀吉} Haneda Shūkichi), einem der brillantesten Shōgimeister Japans.
- Kazunobu Chiba: Kazunobu Chiba (千葉 和伸 Chiba Kazunobu) ist ein Inspektor der Tokioter Polizei. Der korpulente Polizist gilt – neben Takagi, mit dem er sehr gut befreundet ist – als die zweite rechte Hand Megures bei den Fallaufklärungen.
- Naeko Miike: Naeko Miike (三池 苗子 Miike Naeko) ist Verkehrspolizistin und kennt Chiba schon seit der Grundschule. Chiba bemerkt erst später, dass es sich um seine Jugendliebe handelt. Sie scheint auch Gefühle für ihn zu hegen.
- Misao Yamamura: Misao Yamamura (山村 ミサオ Yamamura Misao) ist ein dümmlicher Inspektor, später Kommissar, der Präfektur Gunma. Er ist ein großer Fan von Yukiko Kudō und von Kogorō Moris „detektivischen“ Leistungen. Oft wird er selbst Opfer von Conans Narkosechronometer und erlangt somit ungewollt selbst ein hohes Ansehen.
- Sango und Jūgo Yokomizo: Sango Yokomizo (横溝 参悟 Yokomizo Sango) und Jūgo Yokomizo (横溝 重悟 Yokomizo Jūgo) sind Zwillingsbrüder. Während Sango in der Präfektur Shizuoka als Kommissar arbeitet und Kogorōs Hilfe schätzt, hält Jūgo, der in der Präfektur Kanagawa als Kommissar arbeitet, die Beteiligung eines Detektivs für überflüssig.

Kaitō Kuroba alias Kaitō Kid/Meisterdieb 1412
Kaitō Kuroba (黒羽 快斗 Kuroba Kaito) oder Kaitō Kid (怪盗キッド), wie er sich nennt, ist ein Profidieb und ein Gegenspieler Shin’ichis. Er ist in der Lage, durch Verkleidung das Aussehen einer beliebigen Person anzunehmen und seine Opfer (selbst ihre Stimmen) sehr genau nachzuahmen. Er steht oft im Disput mit Jirokichi Suzuki (鈴木 次郎吉 Suzuki Jirokichi), dem Generalberater des Suzuki-Konzerns und dem Kommissar Ginzo Nakamori (中森 銀三 Nakamori Ginzo). Bei seinen Diebstählen kommt nie jemand zu Schaden oder wird getötet. Einige Diebstahlsversuche wurden allerdings schon von Conan vereitelt, ihm gelang es aber nie, Kid zu fangen. In einigen Fällen agiert Kid beizeiten auch als Conans Verbündeter, obwohl er von seiner schelmischen Art nicht lassen kann.
Kaitō Kid ist die Hauptfigur eines anderen Werkes von Aoyama, Kaito Kid. Er ist der Nachfolger seines Vaters Toichi Kuroba, des ursprünglichen Kaitō Kid, der zudem ein freundschaftlicher Rivale von Shin’ichis Vater Yusaku war und auch der Lehrmeister von Shin’ichis Mutter Yukiko in den Verkleidungskünsten, aber unter noch ungeklärten Umständen bei einem gefälschten Bühnenunfall ums Leben gekommen ist. Kids Profil wurde nach dem Vorbild von Arsene Lupin geschaffen.
Eri Kisaki
Eri Kisaki (妃 英理 Kisaki Eri), Rans Mutter, ist eine gefeierte (und gefürchtete) Rechtsanwältin. Sie lebt seit zehn Jahren von ihrem Mann Kogorō getrennt, hegt aber immer noch Gefühle für ihn (so wie er für sie); nur durch ihre gegenseitige Starrköpfigkeit haben sie jedoch bisher noch nicht wieder zusammengefunden. Sie ist weiter eine Jugendfreundin Yukiko Kudōs, die beide früher als die „Prinzessin“ (Yukiko) und „Königin“ (Eri) der Teitanoberschule bezeichnet wurden.
Die Schwarze Organisation
Shin’ichi trifft im Laufe der Haupthandlung immer wieder auf die Schwarze Organisation. Diese hat unter anderem das Apoptoxin 4869 (APTX 4869) entwickelt. Alle hohen Mitglieder der Organisation tragen als Decknamen den Namen einer Spirituose. Eines der Hauptprojekte der Organisation ist anscheinend die Erforschung eines Mittels zur Unsterblichkeit (zumindest Alterslosigkeit) und der Kontrolle biologischen Lebens. Gemäß verschiedenen Andeutungen ist das APTX 4869 zu diesem Zweck entwickelt worden und es gibt Hinweise, dass zumindest ein Mitglied, Vermouth, alterslos ist.
- Renya Karasuma: Das Oberhaupt der Organisation ist Anokata (あの方, deutsch „diese Person“), dessen wahre Identität bis zum 13. Dezember 2017 als eines der größten Mysterien galt. Seitdem ist durch die persönliche Aussage des Autors in Gestalt der Veröffentlichung des Kapitels 1008 bekannt, dass er den bürgerlichen Namen Renya Karasuma (烏丸蓮耶 Karasuma Ren'ya) trägt. Karasuma war ein Multimillionär und der ehemalige Besitzer der Villa Abenddämmerung. Angeblich ist er tot, doch sein tatsächlicher Verbleib ist fraglich.
- Rum: Die zweite Befehlsgewalt der Schwarzen Organisation. Er arbeitet inkognito unter der Tarnidentität Kanenori Wakita (脇田 兼則 Wakita Kanenori) im Sushirestaurant neben der Detektei Mori und dem Café Poirot. Rum ist ein älterer, kräftiger Mann mit Glatze und Krähenfüßen an den Augen. Sein linkes Auge ist künstlich. Vor 17 Jahren war Rum in Amerika, wo er im Juke Hotel eine Mission zur Tötung der einflussreichen amerikanischen Investorin Amanda Hughes leitete. Sie beging während der Konfrontation mit dem APTX 4869 Suizid. Anschließend tötete er den erfolgreichen Shōgispieler Koji Haneda. Zwei Jahre vor Beginn der Haupthandlung sorgte Rum als scheinbar unbeteiligter Mann dafür, dass Shuichi Akai, der damals verdeckt als Rye in der Organisation ermittelte, als FBI-Agent aufflog.
- Gin: Ein hochrangiger und vielleicht der blutrünstigste Killer der Organisation. Er ist dafür verantwortlich, dass Shin’ichi das APTX verabreicht wurde. Durch seinen Scharfsinn und seine Kaltblütigkeit ist er ein sehr gefährlicher Gegner, und aus noch unbekannten Gründen hat er ein besonderes Interesse am Tod von Sherry (Ai Haibara).
- Wodka: Gins Partner. Etwas ausgeglichener als dieser, lässt sich Wodka am leichtesten von beiden von irgendwelchen Finten hinters Licht führen. Wodka ist meistens für die geschäftlichen Angelegenheiten der Organisation verantwortlich.
- Vermouth/Chris Vineyard/Sharon Vineyard: Eine berühmte amerikanische Schauspielerin und unter dem Codenamen Vermouth hochrangiges Mitglied der Schwarzen Organisation. Angeblich die Tochter der verstorbenen Schauspielerin Sharon Vineyard, sind „Mutter“ und „Tochter“ in Wirklichkeit ein und dieselbe Person. Sharon ist mit Shin’ichis Mutter befreundet und ebenso wie diese eine brillante Verkleidungskünstlerin. Sie gilt als Liebling des Bosses Anokata. Trotz ihrer Arbeit bei der Organisation hat sie Skrupel, Personen zu eliminieren, die ihr etwas bedeuten (wie Shin’ichi/Conan und Ran, die ihr einst das Leben retteten), und sie hegt sogar die Hoffnung, dass Shin’ichi, den sie wie Shūichi Akai als Silver Bullet bezeichnet, es schafft, die Organisation letztendlich unschädlich machen zu können.
- Akemi Miyano: Akemi Miyano (宮野 明美 Miyano Akemi) war ein niederrangiges Mitglied der Organisation und Shiho Miyanos ältere Schwester. Sie wurde von Gin und Wodka ermordet, als sie versuchte, ihre Schwester aus der Organisation freizukaufen. Ihr Tod hat allerdings für Conan und Shiho im Verlauf der Serie noch langanhaltende Folgen.
- Chianti und Korn: Die beiden besten Scharfschützen der Organisation. Beide hegen jedoch einen Hass auf Vermouth, da sie sie für den Tod eines Kollegen verantwortlich machen.
- Elena und Atsushi Miyano: Elena Miyano (宮野 エレナ Miyano Erena) und Atsushi Miyano (宮野 厚司 Miyano Atsushi), die Eltern von Akemi und Shiho, waren beide Wissenschaftler der Organisation und begannen mit der Entwicklung des APTX. Beide kamen früh bei einem schiefgegangenen Experiment ums Leben, weswegen Shiho von ihrer älteren Schwester erzogen wurde. Beide hatten immer den Wunsch, dass beide Töchter eines Tages ein normales Leben führen könnten. Elena Miyanos Codename war Hell Angel (etwa: Engel der Hölle) und es ist bekannt, dass sie Britin war.
- Pisco: Kenzō Masuyamas (枡山 憲三 Masuyama Kenzō) Deckname ist Pisco und er erhält den Auftrag, den Politiker Shigehiko Namiguchi zu ermorden. Bevor er Ai töten kann, wird er von Gin getötet, da Piscos Handlungen bei einem Liquidierungsauftrag die Organisation gefährdeten. Irish (Täter im 13. Conan-Film) verehrte Pisco sehr.
- Calvados: Er war ein weiterer Scharfschütze der Organisation. In Japan angekommen, soll er Ai Haibara in Zusammenarbeit mit Vermouth umbringen. Doch durch das Eingreifen des FBI und Ran Moris misslingt dies. Er wird von Shuichi Akai außer Gefecht gesetzt und seinen Waffen beraubt. Doch mit einer versteckten Waffe kann sich Calvados selbst umbringen.

FBI und CIA
Bei seinen Ermittlungen gegen die Schwarze Organisation begegnet Conan verschiedenen Mitgliedern der amerikanischen Bundesbehörden, die ebenfalls hinter der Organisation her sind. Zu ihren wichtigsten Mitgliedern zählen:
- Shūichi Akai: Shūichi Akai (赤井 秀一 Akai Shūichi) ist einer der besten Agenten in James Blacks Team und ein gefürchteter Sniper. Er hat eine persönliche Vendetta gegen Gin für den Tod von Akemi Miyano, in die er sich verliebt hatte. Um die Organisation in die Irre zu führen, täuscht er mithilfe von Conan und Rena Mizunashi seinen Tod vor und unterstützt Conan in seiner neuen Identität als Ingenieurstudent Subaru Okiya (沖矢 昴 Okiya Subaru). Er ist auch der ältere Bruder von Shukichi Haneda und Masumi Sera.
- Jodie Starling/Jodie Saintemillion: Eine FBI-Agentin mit einer persönlichen Vendetta gegen Vermouth, die vor mehreren Jahren ihre Eltern ermordete. Sie ist Shin’ichis/Conans wichtigste Verbindungsperson zum FBI und außerdem eine Zeitlang Rans und Sonokos Englischlehrerin. Außerdem war Jodie mit ihrem Kollegen Shūichi Akai zusammen, bis er sich in Akemi Miyano – die von Gin ermordet wurde – verliebte und sie verließ. Sie hegt immer noch Gefühle für ihn und nennt ihn öfter „Shū“. Sie wurde nach Clarice Starling aus Das Schweigen der Lämmer und der Schauspielerin Jodie Foster benannt, welche Starling in der Verfilmung des Thrillers spielte.
- James Black: Der Leiter der FBI-Aktion gegen die Organisation in Japan. Er ist britischer Abstammung.
- Kir/Rena Mizunashi (水無 怜奈 Mizunashi Rena)/Hidemi Hondō (本堂 瑛海 Hondō Hidemi): Eine junge CIA-Agentin, welche sich durch das Opfer ihres Vaters in die Organisation einschleichen konnte und von da an das FBI und die CIA mit Insiderinformationen versorgt. Um für dieses Vorhaben das zwischenzeitlich verlorene Vertrauen der Organisation zurückzugewinnen, erschießt sie – zumindest offiziell – mit Shūichi Akai den aus der Sicht der Organisation gefährlichsten Kontrahenten. Sie hat einen Bruder namens Eisuke Hondō (本堂 瑛祐 Hondō Eisuke), der auf der Suche nach seiner Schwester Hidemi kurzzeitig Rans Klassenkamerad wurde und sogar hinter Conans Geheimnis kam.
- Andre Camel: Ein bedrohlich aussehender, aber loyaler FBI-Agent, der seit der Rückschleusung von Rena Mizunashi in die Schwarze Organisation regelmäßig mit James Black und Jodie Starling zusammenarbeitet.

Japanische Sicherheitspolizei
Im Laufe der Serie wird offenbart, dass auch die japanische Sicherheitspolizei auf die Schwarze Organisation aufmerksam geworden ist und unabhängig vom FBI und CIA ihre eigenen Spione dort eingeschleust hat.
- Rei Furuya: Rei Furuya (降谷 零 Furuya Rei), ein junger Beamter des Öffentlichen Sicherheitsbüros der Nationalpolizei, der sich unter dem Alias Bourbon in die Schwarze Organisation einschleichen konnte. Er hegt einen tiefen Hass gegen Shuichi Akai, den er für den Tod eines Freundes und Kollegen im Dienst gegen die Organisation verantwortlich macht. Im Alltagsleben arbeitet er unter dem Alias Tōru Amuro (安室 透 Amuro Tōru) im Café Poirot, welches sich direkt unter Kogorō Moris Detektei befindet, und begleitet Kogorō als dessen „Lehrling“ bei jeder sich bietenden Gelegenheit.

## Veröffentlichung

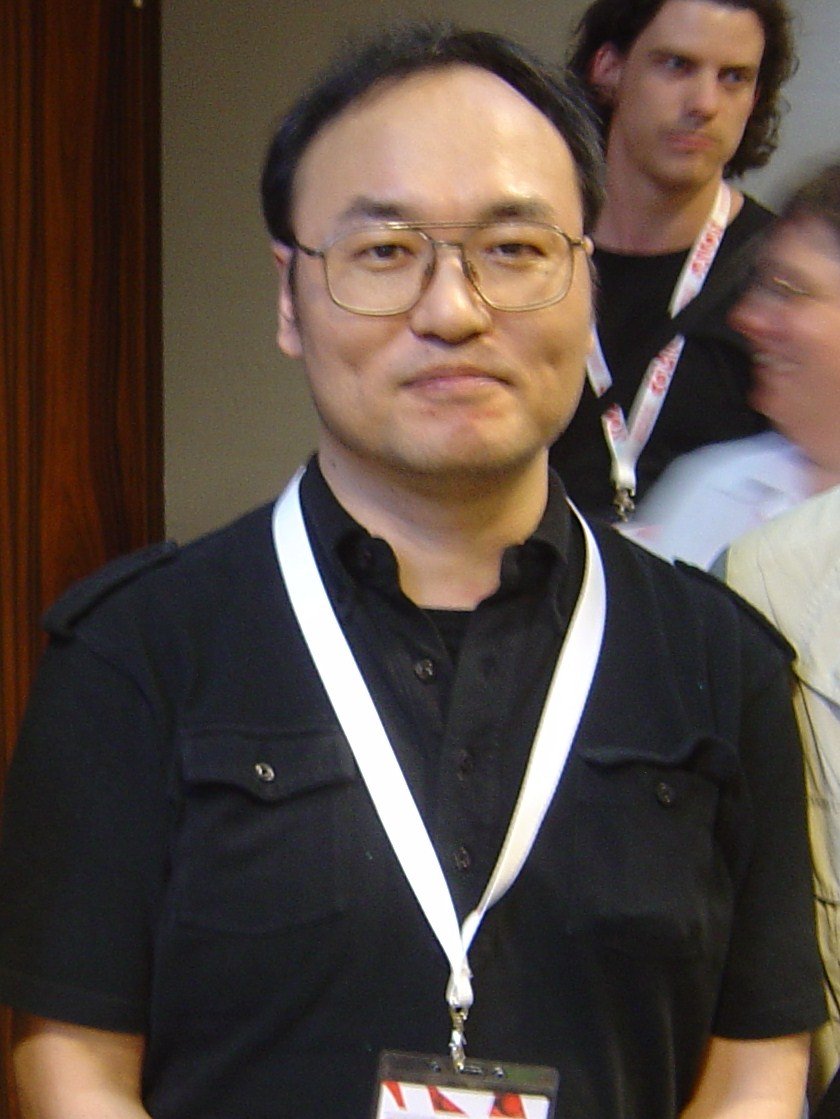
Gōshō Aoyama

Detektiv Conan erscheint in Japan seit Anfang 1994 wöchentlich in Einzelkapiteln im Manga-Magazin Shōnen Sunday des Shōgakukan-Verlags. Bisher sind 1150 Einzelkapitel (Stand: 6. August 2025) erschienen. Diese werden regelmäßig in bisher 107 Sammelbänden (Stand April 2025) veröffentlicht. Zusätzlich erscheinen seit 1997 bisher 48 Bände mit Detektiv Conan Short Stories (名探偵コナン 特別編, Meitantei Konan: Tokubetsuhen), die Aoyamas Assistenten nach seinen Vorgaben zeichnen. In diesen werden die behandelten Fälle kürzer dargestellt, so dass mehr verschiedene und abgeschlossene Fälle in einem Sammelband Platz finden. Seit Mai 2017 erscheint der komödiantische Ableger Meitantei Konan: Hannin no Hanzawa-san (犯人の犯沢さん), der den Alltag einer der Tätersilhouette nachempfundenen Figur verfolgt. Der Ableger wurde auch in bisher neun Sammelbänden veröffentlicht (Stand: Oktober 2024). Seit 2018 erscheint außerdem der Ableger Zero’s Tea Time (ゼロの日常, Zero no Tī Taimu) um den Alltag von Rei Furuya/Tōru Amuro. Dieser wurde in bisher sechs Sammelbänden veröffentlicht und pausiert seitdem. Weiterhin erschien der Ableger Wild Police Story (警察学校編, Keisatsu Gakkō-hen Wild Police Story), das aus dem Spin-off Zero’s Teatime entstanden ist und die Hintergründe der Freundesgruppe um Toru Amuro genauer beschreibt. Die Geschichte erschien von Oktober 2019 bis November 2020 und wurde vollständig in zwei Sammelbänden veröffentlicht.
Auf Deutsch erscheint Detektiv Conan bei Egmont Manga (EMA); bisher sind 106 Bände der Standardedition auf dem Markt. Übersetzt wurde der Manga bis Band 93 von Josef Shanel und Matthias Wissnet, danach von Josef Shanel alleine (Band 95 in Zusammenarbeit mit Cordelia Suzuki). Nach Shanels Tod übernahm Yayoi Okada-Willmann die Übersetzung in Band 105; Band 104 wurde gemeinsam von beiden übersetzt. Seit 2011 veröffentlicht Egmont Manga auf Deutsch Sonderbände zum Manga, die thematisch gebündelt Geschichten aus dem Manga in größerem Seitenumfang enthalten. Die erste Veröffentlichung war Detektiv Conan vs. Kaito Kid, die auf japanischer Vorlage basiert. Daneben erschienen auch Sonderbände, deren Zusammenstellung von Egmont Manga selbst festgelegt wurde. Der erste Sonderband dieser Art war im März 2016 die Shinichi Edition um den Charakter Shinichi Kudo. Bis Anfang 2015 konnten sich allein in Deutschland über zwei Millionen Bände von Detektiv Conan verkaufen. Die Detektiv Conan Short Stories wurden in Einzelkapiteln im monatlich erscheinenden Manga-Magazin Manga Twister bis zu dessen Einstellung veröffentlicht und erscheinen zusätzlich auch als Sammelbände, von denen bisher 18 veröffentlicht wurden. Aufgrund schlechter Verkaufszahlen hat der Verlag die Arbeit an den Short Storys beendet.
Die Mangareihe erscheint unter anderem seit 1995 auch in Taiwan (chinesisch 名偵探柯南, Pinyin Míngzhēntàn Kēnán), seit 1996 in Hongkong (名偵探柯南, Jyutping Ming4zing1taam3 O1naam4) und in Südkorea (명탐정코난, Myŏngt'amjŏng K'onan), seit 1997 in Frankreich (Détective Conan) und Spanien (Detective Conan), seit 1998 in Italien (Detective Conan), seit 2001 im deutschsprachigen Raum (Detektiv Conan), seit 2002 in der Volksrepublik China (名侦探柯南,  Míngzhēntàn Kēnán), seit 2004 in den USA (Case Closed), in Thailand (ยอดนักสืบจิ๋ว โคนัน, Yəd-Nagksüüb-Djiu Khoonan), Schweden (Mästerdetektiven Conan), in Vietnam (Thám tử lừng danh Conan) und in Finnland (Salapoliisi Conan). Die US-amerikanische Ausgabe wird auch in Kanada und in Australien vertrieben. Außerdem wurden in dieser Fassung nicht nur der Titel, sondern auch die Namen der Hauptfiguren bis auf Conan und Professor Agasa abgeändert.
In den meisten Bänden findet sich am Ende des Mangas eine Beschreibung eines Detektives unter der Kategorie Gōshō Aoyamas kleines Lexikon der Meisterdetektive, so z. B. in Band 1 Sherlock Holmes, in Band 2 Kogoro Akechi, Band 3 Hercule Poirot, Band 5 Jules Maigret, Band 10 C. Auguste Dupin, Band 11 Ellery Queen, Band 13 Pater Brown, Band 20 Jane Marple, aber auch der Geheimagent James Bond (Band 27) oder aus Fernsehserien wie Adrian Monk (Band 73) finden sich hier. Des Weiteren findet man einen Buch- oder einen Fernsehtitel, den Gōshō unter Meine Empfehlung abgibt.

## Anime-Adaption

### Fernsehserie
TMS Entertainment produziert auf der Grundlage des Mangas eine Animeserie, bei der Kenji Kodama und Yasuichiro Yamamoto Regie führen. Das Charakterdesign wurde von Masatomo Sudō entworfen und die künstlerische Leitung übernahm Yukihiro Shibutani. Die Serie wurde seit dem 8. Januar 1996 jeden Montag um 19 Uhr bei den japanischen Fernsehsendern Yomiuri TV und Nippon TV gezeigt. Anlässlich des 15-jährigen Bestehens der Serie verlegten die Sender die Sendung auf Samstag. Die Serie besteht hauptsächlich aus Episoden, die direkt von der Mangareihe abgeleitet wurden. Um aber Zeitlücken zwischen den Produktionen der einzelnen Folgen auszugleichen, werden auch Folgen in die Serie gesetzt, deren Plot frei erfunden ist und in keinem direkten Zusammenhang mit der Mangareihe stehen. Der Vorspann der Serie und der Abspann enthielten in der japanischen Originalversion zusätzlich zu den Titeln des Produktionsteams den Text des Titellieds als Untertitel.
In Japan gibt es im Rahmen der Fernsehserie in unregelmäßigen Abständen so genannte „Special Episodes“, die meist eine Stunde dauern, bei Neujahrs-Specials sogar zwei Stunden. Diese Specials sind für die internationale sowie deutsche Ausstrahlung in Mehrteiler umgewandelt worden, so wie es für außerhalb Japans gängige Praxis ist. Da die Specials sich aber oft nicht genau auf mehrere normale Episoden verteilen lassen, hat TMS zur Anpassung der Laufzeit Kürzungen vorgenommen. Dadurch fehlen in einigen Specials Epiloge oder Teile der Handlung. Beispielsweise bleiben die Motive des Täters in der Episode Eine Stadt als Geisel ungewiss.
Der Anime wird unter anderem in Südkorea, Taiwan, Frankreich, Italien, Spanien, den Vereinigten Arabischen Emiraten und Chile gezeigt. In den USA und in Kanada wurde die Serie in den Jahren 2003 und 2004 unter dem Namen Case Closed ausgestrahlt; allerdings pflegte das zuständige Studio, Funimation Entertainment, die Namen der meisten Hauptcharaktere zu anglisieren (d. h. in englische Namen – z. B. Shini’chi Kudō in Jimmy Kudo – abzuwandeln), was einige Kritik erregte. Die Ausstrahlung durch Funimation wurde aufgrund schlechter Quoten nach etwa 130 Folgen und den ersten sechs Kinofilmen eingestellt. Die Rechte von Funimation an der Serie liefen im Mai 2018 aus.
In Singapur, Malaysia, Thailand, Indonesien, Vietnam, Laos, den Philippinen und anderen asiatischen Ländern wird die Sendung als Detective Conan, in einer eigenen Version des Senders Animax ausgestrahlt.
In Deutschland begann die Ausstrahlung der Fernsehserie am 10. April 2002 auf dem Privatsender RTL II. Dort wurden 333 deutsche Folgen, eingeteilt in vier Staffeln, erstausgestrahlt. Dies entspricht 308 der japanischen Folgen, da Specials als Mehrteiler gesendet wurden. Die letzte neue deutschsprachige Folge auf RTL II lief am 3. Juli 2006. Vom 3. Januar bis 7. Februar 2011 wurden die ersten 13 Kinofilme – in Zweiteiler aufgeteilt – ausgestrahlt.
Die in Deutschland gezeigte Version des Animes wurde vom ausstrahlenden Fernsehsender RTL II trotz einer FSK-Bewertung ab 6 des Jugendschutzes nachträglich bearbeitet. In einer erneuten Ausstrahlung der Serie vom 14. bis zum 23. Mai 2008 hatte der Sender RTL II etwa 40 Sekunden des Vorspanns gekürzt. Ab dem 26. Mai 2008 wurde das Intro wieder in voller Länge gesendet. In der deutschen Fassung werden im Gegensatz zur amerikanischen die japanischen Originalnamen verwendet.
Von März 2005 bis April 2006 erschienen 39 Episoden der Fernsehserie in Deutschland bei m4e in drei DVD-Boxen mit insgesamt neun Volumes.
Vom 5. Dezember 2011 bis zum 12. Februar 2014 hatte VIVA Detektiv Conan mehrfach in Doppelfolgen wiederholt.
Seit dem 2. November 2016 wird die Serie bei ProSieben Maxx ausgestrahlt. Es wurden alle 333 verfügbaren Episoden gezeigt, nachdem zu Beginn erst ein Durchlauf der ersten 111 Episoden angekündigt war.

Im Juni 2018 wurde bekannt gegeben, dass neue Folgen auf Deutsch synchronisiert wurden. Vom 19. Oktober 2018 bis zum 13. März 2019 wurden 100 neue Folgen werktags bei ProSieben Maxx erstausgestrahlt. Eine sechste Staffel bestehend aus 50 Folgen, beginnend mit Folge 434, war vom 31. Oktober 2022 bis 9. Januar 2023 bei ProSieben Maxx zu sehen.
Ab März 2017 veröffentlichte der Anime- und Manga-Publisher Kazé Deutschland (nunmehr Crunchyroll) alle bisher in Deutschland ausgestrahlten Episoden auf DVD. Ein Großteil der von Kazé erneut veröffentlichten Folgen wurden von der FSK mit einer Freigabe ab 12 Jahren eingestuft. Die deutschsprachige Erstveröffentlichung der 50 Folgen umfassenden siebten Staffel erfolgt seit dem 24. Juli 2025 auf der Video-on-Demand-Plattform von Crunchyroll. Kurz darauf wurde die Ausstrahlung im Free-TV auf ProSieben Maxx für Oktober 2025 bekanntgegeben.

#### Synchronisation
Die ersten vier Staffeln der Serie wurden in den MME Studios in Berlin vertont. Die Dialogbücher wurden von Thomas Maria Lehmann, Sabine Sebastian, Karin Lehmann und Jörg Hartung verfasst. Dialogregie führten Wolfgang Ziffer, Sabine Sebastian, Engelbert von Nordhausen und Karin Lehmann. Die fünfte und sechste Staffel wurden in den Oxygen Sound Studios in Berlin unter der Regie von Karin Lehmann und Heinz Burghardt vertont, die auch die Dialogbücher verfassten. Die siebte Staffel wurde ebenfalls in den Oxygen Sound Studios in Berlin vertont. Die Dialogregie übernahm Henning Frenzel, während die Dialogbücher wieder von Karin Lehmann sowie Nicole Hise verfasst wurden.
| Rolle                                         | Japanischer Sprecher                                                                                      | Deutscher Sprecher (Serie) | Deutscher Sprecher (Filme / TV-Specials)                                                                        |
| Protagonisten                                 | Protagonisten                                                                                             | Protagonisten | Protagonisten                                                                                                   |
| --------------------------------------------- | --- | --- | --- |
| Conan Edogawa                                 | Minami Takayama                                                                                           | Tobias Müller | Tobias Müller                                                                                                   |
| Shinichi Kudo                                 | Kappei Yamaguchi Minami Takayama (Kind)                                                                   | Tobias Müller | Tobias Müller                                                                                                   |
| Ran Mori                                      | Wakana Yamazaki                                                                                           | Giuliana Jakobeit | Giuliana Jakobeit                                                                                               |
| Kogoro Mori                                   | Akira Kamiya (Folge 1–548; Film 1–13) Rikiya Koyama (ab Folge 553; ab Film 14)                            | Jörg Hengstler (Staffel 1–6) Dirk Bublies (Staffel 7)                                                                                               | Jörg Hengstler (Film 1–26) Dirk Bublies (ab Film 27)                                                            |
| Japanische Polizei                            | | | |
| Juzo Megure                                   | Hirotaka Shimasawa                                                                                        | Klaus-Dieter Klebsch | Klaus-Dieter Klebsch                                                                                            |
| Wataru Takagi                                 | Wataru Takagi                                                                                             | Karlo Hackenberger Stephan Ernst (Folge 126) | Karlo Hackenberger                                                                                              |
| Miwako Sato                                   | Atsuko Yuya                                                                                               | Heike Beeck (Folge 140–141) Gundi Eberhard (Folge 156–167 & ab Staffel 5) Schaukje Könning (Staffel 3–4)                                            | Gundi Eberhard                                                                                                  |
| Ninzaburo Shiratori                           | Kaneto Shiozawa (Folge 146–157; Film 1–4) Kazuhiko Inoue (ab Folge 205; ab Film 5)                        | Thomas Nero Wolff (Staffel 2–4) Alexander Doering (ab Staffel 5)                                                                                    | Thomas Nero Wolff (Film 1–2) Alexander Doering (ab Film 3)                                                      |
| Kazunobu Chiba                                | Isshin Chiba                                                                                              | Stephan Ernst (Staffel 2 & Folge 202–230) Michael Baral (Folge 184–192) Michael Bauer (ab Folge 251)                                                | Michael Bauer                                                                                                   |
| Yumi Miyamoto                                 | Yū Sugimoto                                                                                               | Bea Tober (Staffel 2) Diana Borgwardt (ab Staffel 4)                                                                                                | Diana Borgwardt                                                                                                 |
| Kiyonaga Matsumoto                            | Seizō Katō                                                                                                | Tilo Schmitz (Staffel 1 & 5) Karl-Heinz Grewe (Staffel 2) Hans-Werner Bussinger (Staffel 3) Walter Alich (Staffel 4)                                | Tilo Schmitz |
| Sango Yokomizo                                | Akio Ōtsuka                                                                                               | Uwe Büschken (Folge 9–201 & ab Staffel 5) Wolfgang Ziffer (Folge 213–324)                                                                           | Uwe Büschken |
| Misao Yamamura                                | Toshio Furukawa                                                                                           | Stefan Krause (Staffel 1) Bernhard Völger (Folge 214–263 & ab Staffel 5) Johannes Berenz (Folge 311–312)                                            | Bernhard Völger                                                                                                 |
| Heizo Hattori                                 | Takehiro Koyama Kazuhiro Yamaji (Film 21)                                                                 | Raimund Krone (Staffel 1) Joachim Siebenschuh (Staffel 2 & 4)                                                                                       | Werner Ziebig (Film 10) Thomas Schmuckert (Film 14 & 21) Joachim Siebenschuh (Film 17)                          |
| Ginshiro Toyama                               | Masato Sako (Staffel 2) Shinji Ogawa (Staffel 4; Film 10, 14 & 17) Masaki Terasoma (Film 21)              | Reinhard Scheunemann (Staffel 2) Bodo Wolf (Staffel 4)                                                                                              | Klaus Lochthove (Film 10) Santiago Ziesmer (Film 14) Bodo Wolf (Film 17) Erich Räuker (Film 21)                 |
| Goro Otaki                                    | Norio Wakamoto                                                                                            | Helmut Gauß (Staffel 2 & Folge 257–285) Thomas Hailer (Folge 311) Michael Pan (Staffel 5)                                                           | Helmut Gauß (Film 7 & 10) Michael Pan (Film 17 & 21)                                                            |
| Jugo Yokomizo                                 | Akio Ōtsuka                                                                                               | Lutz Schnell (Staffel 4–5) Stefan Krause (Staffel 6)                                                                                                | Lutz Schnell |
| Jinpei Matsuda                                | Nobutoshi Canna                                                                                           | Matti Klemm | Matti Klemm |
| Kenji Hagiwara                                | Shin’ichirō Miki                                                                                          | Dennis Schmidt-Foß | Dennis Schmidt-Foß                                                                                              |
| Yui Uehara                                    | Ami Koshimizu                                                                                             | – | Nicole Hannak                                                                                                   |
| Kansuke Yamato                                | Yūji Takada                                                                                               | – | Sascha Rotermund                                                                                                |
| Hyoe Kuroda                                   | Yukimasa Kishino                                                                                          | – | Axel Lutter |
| Freunde, Familie und Bekannte                 | | | |
| Hiroshi Agasa                                 | Ken’ichi Ogata                                                                                            | Gerhard Paul (Staffel 1) Wolfgang Thal (Staffel 2–3) Rüdiger Evers (Staffel 4) Frank Ciazynski (Staffel 5–6) Peter Reinhardt (Staffel 7)            | Rüdiger Evers (Film 1–19) Frank Ciazynski (Film 20–26 & Specials) Peter Reinhardt (ab Film 27)                  |
| Sonoko Suzuki                                 | Naoko Matsui                                                                                              | Katja Strobel (Staffel 1–2) Julia Ziffer (Staffel 3–4) Jill Böttcher (ab Staffel 5)                                                                 | Julia Ziffer (Film 1–2) Jill Böttcher (ab Film 3)                                                               |
| Ayumi Yoshida                                 | Yukiko Iwai                                                                                               | Julia Meynen (Staffel 1 & ab 6) Susanne Kaps (Staffel 2–4) Tanja Schmitz (Staffel 5)                                                                | Julia Meynen |
| Mitsuhiko Tsuburaya                           | Ikue Ōtani Ai Orikasa (Folge 427–436; Film 10)                                                            | Fabian Hollwitz | Fabian Hollwitz                                                                                                 |
| Genta Kojima                                  | Wataru Takagi                                                                                             | Charles Rettinghaus (Staffel 1–3) Michael Iwannek (ab Staffel 4)                                                                                    | Michael Iwannek                                                                                                 |
| Shiho Miyano / Ai Haibara / „Sherry“          | Megumi Hayashibara                                                                                        | Andrea Kathrin Loewig | Andrea Kathrin Loewig                                                                                           |
| Heiji Hattori                                 | Ryō Horikawa                                                                                              | Oliver Feld | Robin Kahnmeyer (Film 3, 7, 10, 13–14 & 17) Oliver Bender (Film 21) Oliver Feld (Film 27 & Episode ONE)         |
| Kazuha Toyama                                 | Yūko Miyamura                                                                                             | Anja Stadlober (Staffel 2) Manja Doering (ab Staffel 3)                                                                                             | Anja Stadlober (Film 3, 7, 10, 13–14 & 17) Tanja Schmitz (Film 7; als Kind) Manja Doering (Film 21 & 27)        |
| Eri Kisaki                                    | Gara Takashima                                                                                            | Sabine Winterfeldt | Sabine Winterfeldt                                                                                              |
| Yukiko Kudo                                   | Sumi Shimamoto                                                                                            | Rita Engelmann (Staffel 1–2) Marina Krogull (ab Staffel 4)                                                                                          | Marina Krogull                                                                                                  |
| Yusaku Kudo                                   | Hideyuki Tanaka                                                                                           | Detlef Bierstedt | Thomas Petruo (Film 6 & Episode ONE) Jan Kurbjuweit (Film 27)                                                   |
| Yoko Okino                                    | Yuri Amano (Folge 3–122) Miki Nagasawa (ab Folge 249)                                                     | Antje von der Ahe (Staffel 1) Maria Sumner (Staffel 2) Magdalena Turba (Staffel 4, Folge 384, 424, 459 & 474) Bettina Kenney (Folge 358, 434 & 440) | – |
| Azusa Enomoto                                 | Mikiko Enomoto                                                                                            | Svantje Wascher (Staffel 2–3) Bettina Kenney (ab Staffel 5)                                                                                         | Katie Pfleghar (Film 16) Bettina Kenney (Film 20 & 22)                                                          |
| Makoto Kyogoku                                | Nobuyuki Hiyama                                                                                           | Jan Kurbjuweit (Staffel 2–3) Andreas Hofer (Staffel 4)                                                                                              | Jan Kurbjuweit                                                                                                  |
| Shizuka Hattori                               | Masako Katsuki                                                                                            | Cornelia Meinhardt (Staffel 3) Denise Gorzelanny (Staffel 4)                                                                                        | Cornelia Meinhardt                                                                                              |
| Subaru Okiya                                  | Ryōtarō Okiayu                                                                                            | – | Sven Gerhardt                                                                                                   |
| Masumi Sera                                   | Noriko Hidaka                                                                                             | – | Esra Vural |
| Mary Sera                                     | Atsuko Tanaka                                                                                             | – | Antje von der Ahe                                                                                               |
| Shukichi Haneda                               | Toshiyuki Morikawa                                                                                        | – | René Dawn-Claude                                                                                                |
| Mitglieder der Schwarzen Organisation         | | | |
| „Gin“                                         | Yukitoshi Hori                                                                                            | Tobias Kluckert (Staffel 1–4) Jan-David Rönfeldt (ab Staffel 5)                                                                                     | Jan-David Rönfeldt                                                                                              |
| „Wodka“                                       | Fumihiko Tachiki                                                                                          | Stefan Gossler | Stefan Gossler                                                                                                  |
| Sharon Vineyard / Chris Vineyard / „Vermouth“ | Mami Koyama                                                                                               | Viktoria Voigt (Folge 191–192) Victoria Sturm (Folge 249–301) Melanie Hinze (ab Staffel 5)                                                          | Victoria Sturm (Film 13) Melanie Hinze (Film 20, 26 & Specials)                                                 |
| „Chianti“                                     | Kikuko Inoue                                                                                              | Mareile Moeller | Vera Teltz (Film 13) Claudia Gáldy (Film 20 & Episode ONE) Mareile Moeller (Film 26 & Das scharlachrote Alibi)  |
| „Korn“                                        | Hiroyuki Kinoshita                                                                                        | Andreas Müller | Klaus Lochthove (Film 13 & 20) Otto Strecker (Film 26)                                                          |
| Agenten des Geheimdienstes                    | | | |
| Shuichi Akai (FBI)                            | Shuichi Ikeda                                                                                             | Uwe Jellinek (Staffel 3) Tobias Kluckert (Folge 278) Martin Kautz (Staffel 4–5) Bernd Egger (Staffel 6)                                             | Uwe Jellinek (Film 18, 20 & Episode ONE) Martin Kautz (Film 24 & Das scharlachrote Alibi) Bernd Egger (Film 26) |
| Jodie Starling / Jodie Saintemillion (FBI)    | Miyuki Ichijō                                                                                             | Victoria Sturm | Victoria Sturm                                                                                                  |
| James Black (FBI)                             | Iemasa Kayumi (Folge 258–651; Film 18) Takaya Hashi (Film 20 & 24)                                        | Frank Glaubrecht (Staffel 4) Dieter Memel (ab Staffel 5)                                                                                            | Dieter Memel |
| Hidemi Hondo / Rena Mizunashi / „Kir“ (CIA)   | Kotono Mitsuishi                                                                                          | Sarah Riedel | Sarah Riedel |
| Andre Camel (FBI)                             | Kiyoyuki Yanada                                                                                           | – | Hans-Eckart Eckhardt (Film 18, 20 & 24) Marco Kröger (Das scharlachrote Alibi)                                  |
| Rei Furuya / Toru Amuro / „Bourbon“           | Tōru Furuya                                                                                               | – | Konrad Bösherz                                                                                                  |
| Hiromitsu Morofushi / „Scotch“                | Hikaru Midorikawa                                                                                         | – | Florian Clyde                                                                                                   |
| Yuya Kazami                                   | Nobuo Tobita                                                                                              | – | Peter Flechtner                                                                                                 |
| Personen um Kaito Kid                         | | | |
| Kaito Kuroba / Kaito Kid                      | Kappei Yamaguchi                                                                                          | Julien Haggège | Julien Haggège                                                                                                  |
| Ginzo Nakamori                                | Unshō Ishizuka (Folge 76–888; Film 3–19) Kōji Ishii (ab Folge 983; ab Film 23)                            | Frank-Otto Schenk (Staffel 1) Olaf Reichmann (Staffel 3) Sven Gerhardt (Staffel 5)                                                                  | Olaf Reichmann (Film 3, 8 & 10) Sven Gerhardt (Film 14, 19, 23 & 27)                                            |
| Saguru Hakuba                                 | Akira Ishida                                                                                              | Sebastian Schulz | Konrad Bösherz                                                                                                  |
| Jirokichi Suzuki                              | Ichirō Nagai (Folge 356–725; Film 14) Kōsei Tomita (Folge 746–984; Film 19) Masaharu Satō (ab Folge 1105) | Kaspar Eichel | Kaspar Eichel                                                                                                   |

Anmerkungen
Staffel 1 = Folge 1–102 

Staffel 2 = Folge 103–182

Staffel 3 = Folge 183–253

Staffel 4 = Folge 254–333

Staffel 5 = Folge 334–433

Staffel 6 = Folge 434–483

Staffel 7 = Folge 484–533

#### Musik

##### Japanisch
Derzeit gibt es 59 Vorspanntitel und 72 Abspannlieder, die häufig von in Japan bekannten Musikern wie B’z, Garnet Crow, Mai Kuraki und ZARD gesungen wurden. Fast jedes der Stücke wurde dann etwa einem Monat nach dessen erster Verwendung im Vor- oder Abspann auf einer Single veröffentlicht, die regelmäßig in den japanischen Top-10-Oricon-Singlecharts landeten; die restlichen auf Alben der betreffenden Künstler bzw. den fünf „The Best of Detective Conan“-Alben.
| #  | Titel                                                                        | Interpret                            | ab Folge | Single-VÖ               | Chartpos.               |
| -- | ---------------------------------------------------------------------------- | ------------------------------------ | -------- | ----------------------- | ----------------------- |
| 01 | Mune ga Dokidoki 胸がドキドキ                                                | The High-Lows                        | 001      | 21. Feb. 1996           | 8                       |
| 02 | Feel Your Heart                                                              | Velvet Garden                        | 031      | 28. Okt. 1996           | 29                      |
| 03 | Nazo 謎                                                                      | Miho Komatsu                         | 053      | 28. Mai 1997            | 9                       |
| 04 | Unmei Roulette no Mawashite 運命のルーレット廻して                           | Zard                                 | 097      | 17. Sep. 1998           | 1                       |
| 05 | Truth – A Great Detective of Love                                            | Two-Mix                              | 124      | 26. Nov. 1998           | 3                       |
| 06 | Girigiri Chop ギリギリchop                                                   | B’z                                  | 143      | 9. Juni 1999            | 1                       |
| 07 | Mysterious Eyes                                                              | Garnet Crow                          | 163      | 29. März 2000           | 20                      |
| 08 | Koi wa Thrill, Shock, Suspense 恋はスリル、ショック、サスペンス              | Rina Aiuchi                          | 205      | 25. Okt. 2000           | 5                       |
| 09 | Destiny                                                                      | Miki Matsuhashi                      | 231      | 16. Juni 2001           | 22                      |
| 10 | Winter Bells                                                                 | Mai Kuraki                           | 258      | 17. Jan. 2002           | 1                       |
| 11 | I Can’t Stop My Love for You                                                 | Rina Aiuchi                          | 271      | 10. Apr. 2002           | 2                       |
| 12 | Kaze no La La La 風のららら                                                  | Mai Kuraki                           | 306      | 28. Mai 2003            | 3                       |
| 13 | Kimi to Yakusoku Shita Yasashī Ano Basho made 君と約束した優しいあの場所まで | U-ka Saegusa in dB                   | 333      | 29. Okt. 2003           | 8                       |
| 14 | Start                                                                        | Rina Aiuchi                          | 356      | 26. Mai 2004            | 8                       |
| 15 | Hoshi no Kagayaki yo 星のかがやきよ                                          | Zard                                 | 394      | 20. Apr. 2005           | 2                       |
| 16 | Growing of My Heart                                                          | Mai Kuraki                           | 415      | 9. Nov. 2005            | 7                       |
| 17 | Shōdō 衝動                                                                   | B’z                                  | 425      | 25. Jan. 2006           | 1                       |
| 18 | 100 Mono Tobira 100もの扉                                                    | Rina Aiuchi & U-ka Saegusa           | 438      | 14. Juni 2006           | 8                       |
| 19 | Kumo ni Notte 雲に乗って                                                     | U-ka Saegusa in dB                   | 457      | 31. Jan. 2007           | 12                      |
| 20 | Namida no Yesterday 涙のイエスタデー                                         | Garnet Crow                          | 475      | 4. Juli 2007            | 10                      |
| 21 | Glorious Mind グロリアス マインド                                            | Zard                                 | 487      | 12. Dez. 2007           | 2                       |
| 22 | Ai wa Kurayami no Naka de 愛は暗闇の中で                                     | Zard                                 | 491      | 9. Apr. 2008            | 3                       |
| 23 | Ichibyōgoto ni Love for You 一秒ごとに Love for You                          | Mai Kuraki                           | 505      | 9. Juli 2008            | 7                       |
| 24 | Mysterious                                                                   | Naifu                                | 515      | 19. Nov. 2008           | 36                      |
| 25 | Revive                                                                       | Mai Kuraki                           | 521      | 1. Apr. 2009            | 3                       |
| 26 | Everlasting Luv                                                              | Breakerz                             | 530      | 8. Apr. 2009            | 2                       |
| 27 | Magic                                                                        | Rina Aiuchi                          | 547      | 21. Okt. 2009           | 17                      |
| 28 | As the Dew                                                                   | Garnet Crow                          | 565      | 10. Feb. 2010 auf Album | 10. Feb. 2010 auf Album |
| 29 | Summer Time Gone                                                             | Mai Kuraki                           | 583      | 31. Aug. 2010           | 4                       |
| 30 | Tear Drops                                                                   | Caos Caos Caos                       | 602      | 23. Feb. 2011           | 60                      |
| 31 | Don’t Wanna Lie                                                              | B’z                                  | 613      | 1. Juni 2011            | 1                       |
| 32 | Misty Mystery                                                                | Garnet Crow                          | 627      | 31. Aug. 2011           | 9                       |
| 33 | Miss Mystery                                                                 | Breakerz                             | 642      | 25. Jan. 2012           | 5                       |
| 34 | Kimi no namida ni konna ni koi shiteru                                       | Natsu Iro                            | 667      | 29. Aug. 2012           | —                       |
| 35 | Try again                                                                    | Mai Kuraki                           | 681      | 6. Feb. 2013            | 7                       |
| 36 | Q&A                                                                          | B’z                                  | 696      | 12. Juni 2013           | —                       |
| 37 | Butterfly Core                                                               | VALSHE                               | 718      | 27. Nov. 2013           | 7                       |
| 38 | Greed                                                                        | KNOCK OUT MONKEY                     | 744      | 20. Aug. 2014           | 58                      |
| 39 | Dynamite                                                                     | Mai Kuraki                           | 757      | 12. Nov. 2014           | —                       |
| 40 | We Go                                                                        | BREAKERZ                             | 774      | 20. Mai 2015            | —                       |
| 41 | Nazo 謎                                                                      | La PomPon                            | 790      | 16. Sep. 2015           | —                       |
| 42 | Hane 羽                                                                      | Koshi Inaba                          | 804      | 13. Jan. 2016           | —                       |
| 43 | Sekai wa Anata no Iro ni Naru 世界はあなたの色になる                         | B'z                                  | 817      | 4. Okt. 2016            | —                       |
| 44 | Ikusen no Meikyū de Ikusen no Nazo o Hodoite 幾千の迷宮で 幾千の謎を解いて   | Breakerz                             | 845      | 7. Jan. 2017            | 9                       |
| 45 | Lie, Lie, Lie                                                                | Maki Ohguro                          | 869      | 5. Aug. 2017            | 20                      |
| 46 | Everything OK!!                                                              | Cellchrome                           | 887      | 6. Jan. 2018            | 43                      |
| 47 | Countdown カウントダウン                                                     | Normcore                             | 903      | 23. Mai 2018            | 31                      |
| 48 | Time Line タイムライン                                                       | dps                                  | 916      | 6. Okt. 2018            | 75                      |
| 49 | Barairo no Jinsei 薔薇色の人生                                               | Mai Kuraki                           | 927      | 5. Jan. 2018            | 4                       |
| 50 | Answer                                                                       | Only this time (Takuto×Miyakawa Kun) | 941      | 1. Juni 2019            | —                       |
| 51 | Makka na Lip 真っ赤なLip                                                     | Wand                                 | 983      | 29. Jan. 2020           | 14                      |
| 52 | Just Believe You                                                             | all at once                          | 983      | 3. Okt. 2020            | 37                      |
| 53 | Zero kara Hajimete ZEROからハジメテ                                          | Mai Kuraki                           | 1000     | 6. März 2021            | 1                       |
| 54 | Yura Yura                                                                    | Wand                                 | 1021     | 3. Nov. 2021            | 9                       |
| 55 | Sleepless                                                                    | B’z                                  | 1033     | 24. Juni 2022           | 1                       |
| 56 | Sparkle                                                                      | Maki Ohguro                          | 1049     | 10. Juli 2022           | —                       |
| 57 | Raise Insight                                                                | Wands                                | 1077     | 17. Mai 2023            | 9                       |
| 58 | Unraveling Love ~Sukoshi no Yūki~ Unraveling Love 〜少しの勇気〜             | Mai Kuraki                           | 1102     | 28. Okt. 2023           | —                       |
| 59 | But Nō Ravu But ノーラヴ                                                     | Rainy。                              | 1148     | 4. Jan. 2025            | —                       |

| #  | Titel | Interpret                          | ab Folge | Single-VÖ               | Chartpos.               |
| -- | --- | ---------------------------------- | -------- | ----------------------- | ----------------------- |
| 01 | Step by Step | Ziggy                              | 001      | 4. März 1996            | 10                      |
| 02 | Meikyū no Lovers 迷宮のラヴァーズ                                                                                | Heath                              | 027      | 7. Okt. 1996            | 10                      |
| 03 | Hikari to Kage no Roman 光と影のロマン                                                                           | Keiko Utoku                        | 052      | 14. Mai 1997            | 20                      |
| 04 | Kimi ga Inai Natsu 君がいない夏                                                                                  | Deen                               | 071      | 27. Aug. 1997           | 10                      |
| 05 | Negaigoto Hitotsu dake 願い事ひとつだけ                                                                          | Miho Komatsu                       | 084      | 14. Jan. 1998           | 8                       |
| 06 | Kōri no Ue ni Tatsu Yō ni 氷の上に立つように                                                                     | Miho Komatsu                       | 109      | 14. Okt. 1998           | 5                       |
| 07 | Still for Your love                                                                                              | Rumania Montevideo                 | 132      | 14. Apr. 1999           | 9                       |
| 08 | Free Magic | Wag                                | 153      | 14. Okt. 1999           | 30                      |
| 09 | Secret of My Heart                                                                                               | Mai Kuraki                         | 180      | 26. Apr. 2000           | 2                       |
| 10 | Natsu no Maboroshi 夏の幻                                                                                        | Garnet Crow                        | 205      | 25. Okt. 2000           | 20                      |
| 11 | Start in My Life                                                                                                 | Mai Kuraki                         | 219      | 7. Feb. 2001            | 2                       |
| 12 | Always | Mai Kuraki                         | 233      | 6. Juni 2011            | 2                       |
| 13 | Aoi Aoi Kono Chikyū ni 青い青いこの地球に                                                                        | Azumi Uehara                       | 248      | 31. Okt. 2001           | 9                       |
| 14 | Yumemita Ato de 夢みたあとで                                                                                     | Garnet Crow                        | 266      | 13. März 2002           | 6                       |
| 15 | Mushoku 無色 | Azumi Uehara                       | 288      | 11. Sep. 2002           | 5                       |
| 16 | Overture | Kōshi Inaba                        | 300      | 9. Okt. 2002 auf Album  | 9. Okt. 2002 auf Album  |
| 17 | Ashita o Yumemite 明日を夢見て                                                                                   | Zard                               | 307      | 9. Apr. 2003            | 4                       |
| 18 | Kimi to Iu Hikari 君という光                                                                                     | Garnet Crow                        | 329      | 10. Sep. 2003           | 7                       |
| 19 | Nemuru Kimi no Yokogao ni Hohoemi o 眠る君の横顔に微笑みを                                                       | U-ka Saegusa in dB                 | 350      | 3. März 2004            | 12                      |
| 20 | Wasurezaki 忘れ咲き                                                                                              | Garnet Crow                        | 376      | 17. Nov. 2004           | 14                      |
| 21 | June Bride – Anata Shika Mienai ジューンブライド 〜あなたしか見えない〜                                          | U-ka Saegusa in dB                 | 398      | 15. Juni 2005           | 12                      |
| 22 | Sekai Tomete 世界止めて                                                                                          | Shiori Takei                       | 407      | 10. Aug. 2005           | 27                      |
| 23 | Thank You for Everything                                                                                         | Sayuri Iwata                       | 417      | 2. Nov. 2005            | 16                      |
| 24 | Kanashī hodo Anata ga Suki 悲しいほど貴方が好き                                                                  | Zard                               | 425      | 8. März 2006            | 6                       |
| 25 | Mō Kimi dake o Hanashitari wa Shinai もう君だけを離したりはしない                                                | Aya Kamiki                         | 438      | 31. Mai 2006            | 11                      |
| 26 | Shiroi Yuki 白い雪                                                                                               | Mai Kuraki                         | 459      | 20. Dez. 2006           | 4                       |
| 27 | I Still Believe – Tameiki I Still Believe 〜ため息〜                                                             | Yumi Shizukusa                     | 471      | 30. Mai 2007            | 50                      |
| 28 | Sekai wa Mawaru to Iu keredo 世界はまわると言うけれど                                                            | Garnet Crow                        | 487      | 14. Nov. 2007           | 12                      |
| 29 | Yukidoke no Ano Kawa no Nagare no Yō ni 雪どけのあの川の流れのように                                             | U-ka Saegusa in dB                 | 491      | 27. Feb. 2008           | 19                      |
| 30 | Summer Memories                                                                                                  | Aya Kamiki                         | 505      | 6. Aug. 2008            | 35                      |
| 31 | Go Your Own Way                                                                                                  | Yumi Shizukusa                     | 515      | 29. Okt. 2008           | 77                      |
| 32 | Koigokoro Kagayaki Nagara 恋心輝きながら                                                                         | Naifu                              | 521      | 4. Feb. 2009            | 70                      |
| 33 | Doing All Right                                                                                                  | Garnet Crow                        | 530      | 20. Mai 2009            | 10                      |
| 34 | Hikari 光 | Breakerz                           | 540      | 15. Juli 2009           | 6                       |
| 35 | Hello Mr. My Yesterday                                                                                           | Hundred Percent Free               | 562      | 27. Jan. 2010           | 59                      |
| 36 | Tomorrow Is the Last Time                                                                                        | Mai Kuraki                         | 588      | 17. Nov. 2010 auf Album | 17. Nov. 2010 auf Album |
| 37 | Jūgoya Crisis – Kimi ni Aitai 十五夜クライシス 〜君に逢いたい〜                                                  | Hundred Percent Free               | 602      | 26. Jan. 2011           | 60                      |
| 38 | Tsukiyo no Itazura no Mahō 月夜の悪戯の魔法                                                                      | Breakerz                           | 610      | 27. Apr. 2011           | 5                       |
| 39 | Pilgrim ピルグリム                                                                                               | B’z                                | 627      | 27. Juli 2011 auf Album | 27. Juli 2011 auf Album |
| 40 | Your Best Friend                                                                                                 | Mai Kuraki                         | 629      | 19. Okt. 2011           | 6                       |
| 41 | Kanashī hodo Kyō no Yūhi Kireida ne 悲しいほど 今日の夕陽 きれいだね                                             | grram                              | 644      | 21. März 2012 auf EP    | 21. März 2012 auf EP    |
| 42 | Overwrite オーバーライト                                                                                         | BREAKERZ                           | 654      | 13. Juni 2012           | —                       |
| 43 | Koi ni Koishite 恋に恋して                                                                                       | Mai Kuraki                         | 667      | 15. Aug. 2012           | —                       |
| 44 | Hitomi no Melody 瞳のメロディ                                                                                    | Boyfriend                          | 687      | 18. Feb. 2013           | —                       |
| 45 | Kimi no egao ga nani yori mo suki datta 君の笑顔がなによりも好きだった                                           | Chicago Poodle                     | 705      | 28. Aug. 2013           | —                       |
| 46 | Ima aitakute… いま逢いたくて…                                                                                    | DAIGO                              | 722      | 4. Dez. 2013            | —                       |
| 47 | Rain Man | AKIHIDE                            | 737      | 14. Mai 2014            | —                       |
| 48 | Muteki na Heart 無敵なハート                                                                                     | Mai Kuraki                         | 750      | 27. Aug. 2015           | —                       |
| 49 | Kimi e no uso 君への嘘                                                                                           | VALSHE                             | 763      | 4. Feb. 2016            | —                       |
| 50 | Unmei no rūretto mawashite 運命のルーレット廻して                                                                | La PomPon                          | 804      | 23. März 2016           | —                       |
| 51 | Futari no Byōshin ふたりの秒針                                                                                   | Takuto                             | 813      | 4. Mai 2016             | —                       |
| 52 | Sawage Life | Mai Kuraki                         | 827      | 30. Juli 2016           | —                       |
| 53 | Yesterday Love                                                                                                   | Mai Kuraki                         | 843      | 11. Jan. 2017           | —                       |
| 54 | Yumemonogatari 夢物語                                                                                            | BREAKERZ                           | 865      | 8. Juli 2017            | 10                      |
| 55 | Togetsukyou Kimi Omofu 渡月橋 〜君 想ふ〜                                                                        | Mai Kuraki                         | 876      | 7. Okt. 2017            | 5                       |
| 56 | Kamikaze Express 神風エクスプレス                                                                                | Takuto×Miyakawa Kun                | 887      | 6. Jan. 2018            | 16                      |
| 57 | Sadame さだめ | First Place                        | 909      | 28. Juli 2018           | 8                       |
| 58 | Aozolighter | Cellchrome                         | 915      | 29. Sep. 2018           | 8                       |
| 59 | Kimi To Koinomamade Owarenai Itsumo yumenomam Jairarenai きみと恋のままで終われない いつも夢のままじゃいられない | Mai Kuraki                         | 928      | 12. Jan. 2019           | 5                       |
| 60 | Sissy Sky | Airi Miyakawa                      | 952      | 6. Nov. 2019            | 20                      |
| 61 | Sukoshi zutsu Sukoshi zutsu 少しづつ 少しづつ                                                                    | Sard Underground                   | 965      | 10. Feb. 2020           | 15                      |
| 62 | Hoshiai 星合 | all at once                        | 977      | 2. Aug. 2020            | —                       |
| 63 | Reboot | Airi Miyakawa                      | 993      | 9. Jan. 2021            | 47                      |
| 64 | Beronika ベロニカ                                                                                                | Mai Kuraki                         | 1016     | 27. Okt. 2021           | 4                       |
| 65 | Sweet Moonlight                                                                                                  | Breakerz                           | 1029     | 26. Jan. 2022           | 6                       |
| 66 | Karappo no Kokoro 空っぽの心                                                                                     | Sard Underground                   | 1039     | 18. Mai 2022            | 6                       |
| 67 | Pureimēkā プレイメーカー                                                                                         | all at once feat. Yūdai Ōno        | 1058     | 1. Okt. 2022            | 44                      |
| 68 | Kūfuku クウフク                                                                                                  | Konya anomachikara starring VALSHE | 1074     | 18. Feb. 2023           | 13                      |
| 69 | …and Rescue Me                                                                                                   | Rainy。                            | 1088     | 24. Juni 2023           | 36                      |
| 70 | You & I | Mai Kuraki                         | 1105     | 22. Dez. 2023           | —                       |
| 71 | Yume de Aimashō 夢で逢いましょう                                                                                 | Sard Underground                   | 1132     | 21. Aug. 2024           | 11                      |
| 72 | Shooting star | Wands                              | 1148     | 4. Jan. 2025            | —                       |

##### Deutsch
Für die deutsche Fassung wurden bis zur vierten Staffel diese Lieder dagegen nicht übernommen, sondern für die bis zu diesem Zeitpunkt neun deutschen Vorspanne und zwei Abspanne war größtenteils das Studio Toyco verantwortlich. Das Lied Die Liebe kann nicht warten wurde vom Synchronstudio MME Studios selbst vertont. In Deutschland ist am 19. Mai 2006 die erste deutsche Detektiv-Conan-Soundtrack-CD erschienen. Sie wird von Sony BMG verlegt und enthält unter anderem alle deutschen Vorspann- und Abspannlieder. Darüber hinaus gibt es auf der CD auch einige verlängerte Versionen einzelner Lieder, die für die Verwendung als Introlied gekürzt wurden. Seit der fünften Staffel werden die japanischen Originallieder übernommen.
| #  | Titel                       | Interpret                                                        | Folge           |
| -- | --------------------------- | ---------------------------------------------------------------- | --------------- |
| 01 | Nur Fragen in meinem Kopf   | Gesang: Gerry Köhler Instrumente: Matthias Borst, Frank Schindel | 001–102         |
| 02 | Lauf durch die Zeit         | Gesang: Conny K. Instrumente: Noel Pix, Andy Knote               | 103–130         |
| 03 | Mit aller Kraft             | Gesang: Petra Scheeser Instrumente: Noel Pix, Andy Knote         | 131–182         |
| 04 | Mein Geheimnis              | Gesang: Tina Frank Instrumente: Noel Pix, Andy Knote             | 183–219         |
| 05 | Die Liebe kann nicht warten | Gesang: Eva Runkel                                               | 220–253         |
| 06 | Schicksal                   | Gesang: Ariane Roth Instrumente: Andy Knote                      | 254–277         |
| 07 | Wenn du gehst               | Gesang: Ricky Kinnen Instrumente: Dieter Holesch, Andy Knote     | 278–292         |
| 08 | Ich kann nichts dagegen tun | Gesang: Petra Scheeser Instrumente: Noel Pix, Andy Knote         | 293–333         |
| 09 | Der Wind singt lalala       | Gesang: Tina Frank Instrumente: Noel Pix, Andy Knote             | nicht verwendet |

| #  | Titel               | Interpret                                                            | Folge   |
| -- | ------------------- | -------------------------------------------------------------------- | ------- |
| 01 | Schritt für Schritt | Hauptgesang: Gerry Köhler Instrumente: Matthias Bors, Frank Schindel | 001–182 |
| 02 | Frei schweben       | Hauptgesang: Tom Fock Instrumente: Matthias Borst, Frank Schindel    | 183–253 |

| #  | Titel                 | Interpret                                   | Folge |
| -- | --------------------- | ------------------------------------------- | ----- |
| 01 | (Konzert von Two-Mix) | (Two-Mix, begleitet von den Detective Boys) | 085   |

### TV-Specials
Anlässlich des 55-jährigen Bestehens von Nippon TV und des 50-jährigen von Yomiuri TV wurde am 27. März 2009 das Crossover-Special Lupin III vs. Detektiv Conan (ルパン三世vs.名探偵コナン, Rupan San-sei vs. Meitantei Konan; englischer Untertitel: Lupin the 3rd vs. Detective Conan) ausgestrahlt. Eine Fortsetzung dieses Crossovers zwischen diesen beiden Titeln wurde in Japan am 7. Dezember 2013 unter dem Titel Lupin III vs. Detektiv Conan: Der Film (ルパン三世vs.名探偵コナン The Movie; Rupan Sansei vāsasu Meitantei Konan The Movie) als Kinofilm ausgestrahlt. Eine deutschsprachige Synchronisation des Filmes wurde am 27. August 2019 unter dem Titel Lupin III. vs. Detektiv Conan: The Movie von Kazé Anime in etwa 200 deutschen und österreichischen Kinos gezeigt. Das Special aus 2009 erscheint ein Jahr später am 3. Dezember 2020 direkt im Handel als Lupin III. vs. Detektiv Conan: The Special.
Anlässlich des 20-jährigen Jubiläums vom Detektiv-Conan-Manga erschien am 26. Dezember 2014 das Special Das Verschwinden des Conan Edogawa – Die zwei schlimmsten Tage seines Lebens (江戸川コナン失踪事件~史上最悪の一日~, Edogawa Konan Shissō Jiken ~ Shijō Saiaku no Tsuitachi ~) in Japan. In Deutschland wurde das Special bei Kazé am 3. März 2017 auf DVD und Blu-ray veröffentlicht, während die Erstausstrahlung am 1. Januar 2019 auf ProSieben Maxx erfolgte.
Zum 20-jährigen Bestehen des Animes wurde in Japan am 9. Dezember 2016 das Special Episode ONE – Der geschrumpfte Meisterdetektiv (エピソード“ONE”小さくなった名探偵, Episōdo “ONE” Chīsaku Natta na Tantei) ausgestrahlt. Das Special wurde am 27. Juli 2018 ebenfalls bei Kazé auf DVD und Blu-ray veröffentlicht und am 19. Oktober 2018 erstmals auf ProSieben Maxx ausgestrahlt.

### OVA
In Japan wurden bisher zwölf OVA-Folgen veröffentlicht. Zudem gibt es fünf Side Story OVAs, sogenannte Magic Files, die parallel zu den letzten Kinofilmen auf VHS und DVD bzw. auf DVD und Blu-ray erschienen. Sie ergänzen die Geschehnisse des jeweiligen Films oder erzählen dazu eine Vor- oder Nachgeschichte. Seit 2013 werden die Magic Files nicht mehr auf Datenträgern veröffentlicht, sondern als Teil des regulären Animes ausgestrahlt. Zusätzlich gibt es noch zwei je siebenminütige Mini-Specials, die zwei DVDs über Kurzgeschichten von Gōshō Aoyama beigelegt waren.

### Filme

#### Kinofilme
Seit 1997 erscheint in Japan jedes Jahr im April ein neuer Detektiv-Conan-Anime-Kinofilm, der nicht zum Kanon gehört.
Der elfte Film Konpeki no Jorī Rojā (紺碧の棺, deutscher Titel: Die azurblaue Piratenflagge), der etwa 23,7 Millionen Dollar einspielte, war der dritterfolgreichste Anime-Film des Jahres 2007. Der 13. Film Shikkoku no Cheisā (漆黒の追跡者, deutscher Titel: Der nachtschwarze Jäger) spielte 3,5 Milliarden Yen ein, der 16. Film Jūichininme no Sutoraikā (11 人目のストライカー, deutscher Titel: Der 11. Stürmer) 3,29 Milliarden Yen (33,2 Mio. $) und der 17. Zekkai no Puraibēto Ai (絶海の探偵, deutscher Titel: Detektiv auf hoher See) bereits nach 51 Tagen 3,5 Milliarden Yen (35,6 Mio. $).
Regie führte bis einschließlich des siebten Films Kenji Kodama, vom achten bis zum 15. Yasuichiro Yamamoto und ab dem 16. Film übernimmt Kobun Shizuno die Regie.
Das deutsche Anime-Label Kazé (ehemals Anime Virtual) veröffentlichte von September 2007 bis Mai 2009 die ersten zwölf Filme in chronologischer Reihenfolge. Seither erscheint jährlich ein weiterer Film auf DVD und seit dem 14. Film im Jahre 2011 zusätzlich auch als Blu-ray. Kazé begann 2018 die fehlenden 13 Filme nachträglich auf Blu-ray Disc (BD) zu veröffentlichen. Die deutsche Fassung wurde bis zum 21. Film von TV+Synchron Berlin produziert. Ab Film 22 übernehmen die Oxygen Sound Studios – wie schon bei der Serie – die Vertonung der Filme.
| #   | Japanischer Titel                               | Englischer Titel a               | Deutscher Titel                               | Kinostart (Japan) | Deutsche DVD- & Blu-ray-VÖ           | Länge [Min] | Deutsche TV- Erstausstrahlung b             |
| --- | ----------------------------------------------- | -------------------------------- | --------------------------------------------- | ----------------- | ------------------------------------ | ----------- | ------------------------------------------- |
| 01. | Tokeiji Kake no Matenrō 時計じかけの摩天楼      | The Time Bombed Skyscraper       | Der tickende Wolkenkratzer                    | 19. Apr. 1997     | DVD: 3. Sep. 2007 BD: 30. Mär. 2018  | 0094        | Teil 1: 03. Jan. 2011 Teil 2: 04. Jan. 2011 |
| 02. | 14-banme no Tāgetto 14番目の標的                | The Fourteenth Target            | Das 14. Ziel                                  | 18. Apr. 1998     | DVD: 1. Okt. 2007 BD: 30. Mär. 2018  | 0099        | Teil 1: 05. Jan. 2011 Teil 2: 06. Jan. 2011 |
| 03. | Seikimatsu no Majutsushi 世紀末の魔術師         | The Last Wizard of the Century   | Der Magier des letzten Jahrhunderts           | 17. Apr. 1999     | DVD: 28. Jan. 2008 BD: 27. Apr. 2018 | 0099        | Teil 1: 07. Jan. 2011 Teil 2: 10. Jan. 2011 |
| 04. | Hitomi no Naka no Ansatsusha 瞳の中の暗殺者     | Captured in Her Eyes             | Der Killer in ihren Augen                     | 22. Apr. 2000     | DVD: 25. Feb. 2008 BD: 27. Apr. 2018 | 0095        | Teil 1: 11. Jan. 2011 Teil 2: 12. Jan. 2011 |
| 05. | Tengoku e no Kauntodaun 天国へのカウントダウン  | Countdown to Heaven              | Countdown zum Himmel                          | 21. Apr. 2001     | DVD: 28. Apr. 2008 BD: 25. Mai 2018  | 0095        | Teil 1: 13. Jan. 2011 Teil 2: 14. Jan. 2011 |
| 06. | Beikā Sutorīto no Bōrei ベイカー街の亡霊        | The Phantom of Baker Street      | Das Phantom der Baker Street                  | 20. Apr. 2002     | DVD: 2. Juni 2008 BD: 25. Mai 2018   | 0107        | Teil 1: 17. Jan. 2011 Teil 2: 18. Jan. 2011 |
| 07. | Meikyū no Kurosurōdo 迷宮の十字路               | Crossroad in the Ancient Capital | Die Kreuzung des Labyrinths                   | 19. Apr. 2003     | DVD: 25. Aug. 2008 BD: 29. Juni 2018 | 0108        | Teil 1: 19. Jan. 2011 Teil 2: 20. Jan. 2011 |
| 08. | Gin’yoku no Majishan 銀翼の奇術師               | Magician of the Silver Sky       | Der Magier mit den Silberschwingen            | 17. Apr. 2004     | DVD: 29. Sep. 2008 BD: 29. Juni 2018 | 0108        | Teil 1: 21. Jan. 2011 Teil 2: 24. Jan. 2011 |
| 09. | Suihei Senjō no Sutoratejī 水平線上の陰謀       | Strategy Above the Depths        | Das Komplott über dem Ozean                   | 09. Apr. 2005     | DVD: 26. Jan. 2009 BD: 27. Juli 2018 | 0109        | Teil 1: 25. Jan. 2011 Teil 2: 26. Jan. 2011 |
| 10. | Tantei-tachi no Rekuiemu 探偵たちの鎮魂歌       | The Private Eyes’ Requiem        | Das Requiem der Detektive                     | 15. Apr. 2006     | DVD: 23. Feb. 2009 BD: 27. Juli 2018 | 0111        | Teil 1: 27. Jan. 2011 Teil 2: 28. Jan. 2011 |
| 11. | Konpeki no Jorī Rojā 紺碧の棺                   | Jolly Roger in the Deep Azure    | Die azurblaue Piratenflagge                   | 21. Apr. 2007     | DVD: 25. Mai 2009 BD: 31. Aug. 2018  | 0095        | Teil 1: 31. Jan. 2011 Teil 2: 01. Feb. 2011 |
| 12. | Senritsu no Furu Sukoa 戦慄の楽譜               | Full Score of Fear               | Die Partitur des Grauens                      | 19. Apr. 2008     | DVD: 25. Mai 2009 BD: 31. Aug. 2018  | 0115        | Teil 1: 02. Feb. 2011 Teil 2: 03. Feb. 2011 |
| 13. | Shikkoku no Cheisā 漆黒の追跡者                 | The Raven Chaser                 | Der nachtschwarze Jäger                       | 18. Apr. 2009     | DVD: 28. Mai 2010 BD: 28. Sep. 2018  | 0111        | Teil 1: 04. Feb. 2011 Teil 2: 07. Feb. 2011 |
| 14. | Tenkū no Rosuto Shippu 天空の難破船             | The Lost Ship in the Sky         | Das verlorene Schiff im Himmel                | 17. Apr. 2010     | 13. Mai 2011                         | 0102        | 27. Apr. 2018                               |
| 15. | Chinmoku no Kōtā 沈黙の15分                     | Quarter of Silence               | Die 15 Minuten der Stille                     | 16. Apr. 2011     | 28. Sep. 2012                        | 0109        | 1. Mai 2018                                 |
| 16. | Jūichininme no Sutoraikā 11人目のストライカー   | The Eleventh Striker             | Der 11. Stürmer                               | 14. Apr. 2012     | 25. Okt. 2013                        | 0110        | 4. Mai 2018                                 |
| 17. | Zekkai no Puraibēto Ai 絶海の探偵               | Private Eye in the Distant Sea   | Detektiv auf hoher See                        | 20. Apr. 2013     | 31. Okt. 2014                        | 0101        | 11. Mai 2018                                |
| 18. | Ijigen no Sunaipā 異次元の狙撃手                | Dimensional Sniper               | Der Scharfschütze aus einer anderen Dimension | 19. Apr. 2014     | 25. Sep. 2015                        | 0110        | 18. Mai 2018                                |
| 19. | Gōka no Himawari 業火の向日葵                   | Sunflowers of Inferno            | Die Sonnenblumen des Infernos                 | 18. Apr. 2015     | 30. Sep. 2016                        | 0112        | 1. Juni 2018                                |
| 20. | Junkoku no Naitomea 純黒の悪夢                  | The Darkest Nightmare            | Der dunkelste Albtraum                        | 16. Apr. 2016     | 29. Sep. 2017                        | 0112        | 8. Juni 2018                                |
| 21. | Kara Kurenai no Rabu Retā から紅の恋歌          | The Crimson Love Letter          | Der purpurrote Liebesbrief                    | 15. Apr. 2017     | 28. Sep. 2018                        | 0112        | 7. Feb. 2020                                |
| 22. | Zero no Shikkonin ゼロの執行人                  | Zero the Enforcer                | Zero der Vollstrecker                         | 13. Apr. 2018     | 16. Sep. 2019                        | 0110        | 13. Nov. 2020                               |
| 23. | Konjō no Fisuto 紺青の拳                        | The Fist of Blue Sapphire        | Die stahlblaue Faust                          | 12. Apr. 2019     | 21. Sep. 2020                        | 0109        | 2. Apr. 2021                                |
| 24. | Hiiro no Dangan 緋色の弾丸                      | The Scarlet Bullet               | Die scharlachrote Kugel                       | 16. Apr. 2021     | 16. Dez. 2021                        | 0110        | 9. Sep. 2022                                |
| 25. | Harowin no Hanayome ハロウィンの花嫁            | The Bride of Halloween           | Die Halloween-Braut                           | 15. Apr. 2022     | 15. Dez. 2022                        | 0110        | 1. Sep. 2023                                |
| 26. | Kurogane no Sabumarin 黒鉄の魚影                | Black Iron Submarine             | Das schwarze U-Boot                           | 14. Apr. 2023     | 17. Mai 2024                         | 0109        | 11. Apr. 2025                               |
| 27. | Hyakuman Doru no Michishirube 100万ドルの五稜星 | The Million-dollar Pentagram     | Das 1-Million-Dollar-Pentagramm               | 12. Apr. 2024     | 20. Juni 2025                        | 0110        | –                                           |
| 28. | Sekigan no Zanzō 隻眼の残像                     | One-eyed Flashback               | Das Flashback des Einäugigen                  | 18. Apr. 2025     | –                                    | 0110        | –                                           |

Fußnoten

#### Kompilationsfilme
Seit 2021 werden gelegentlich Kompilationsfilme zu den Kinofilmen veröffentlicht.
| #     | Japanischer Titel                                                                            | Englischer Titel                                   | Deutscher Titel         | Kinostart (Japan) | Deutsche DVD- & Blu-ray-VÖ | Länge [Min] | Deutsche TV- Erstausstrahlung b |
| ----- | -------------------------------------------------------------------------------------------- | -------------------------------------------------- | ----------------------- | ----------------- | -------------------------- | ----------- | ------------------------------- |
| 01. c | Hiiro no Fuzai Shōmei 緋色の不在証明                                                         | The Scarlet Alibi                                  | Das scharlachrote Alibi | 11. Feb. 2021     | 21. Juli 2022              | 0094        | 2. Sep. 2022                    |
| 02. d | Haibara Ai Monogatari ～Kurogane no Misuterī Torein～ 灰原哀物語～黒鉄のミステリートレイン～ | The Story of Ai Haibara ~Black Iron Mystery Train~ | –                       | 06. Jan. 2023     | –                          | 0090        | –                               |
| 03. e | Meitantei Konan vs. Kaitō Kiddo 名探偵コナン vs. 怪盗キッド                                  | Detective Conan vs. Kid the Phantom Thief          | –                       | 05. Jan. 2024     | –                          | 0081        | –                               |

Fußnoten

#### Realfilme
In Japan wurden mehrere Realfilme produziert. Der erste wurde am 2. Oktober 2006 auf den Fernsehsendern Yomiuri TV und Nippon TV ausgestrahlt. Hauptdarsteller waren Shun Oguri als Shin’ichi Kudō, Tomoka Kurokawa als Ran Mōri und Takanori Jinnai als Kogorō Mōri.
Die Erstausstrahlung des zweiten Films fand am 17. Dezember 2007 statt. Neben den Hauptdarstellern des ersten Films standen unter anderen Nao Fujisaki als Conan Edogawa (Stimme: Minami Takayama, 高山 みなみ), Kyoka Shibata (柴田 杏花) als Ai Haibara, Yuu Kashii (香椎 由宇) als Shiho Miyano, Kuranosuke Sasaki (佐々木 蔵之介) als Gin und Ryōsei Tayama (田山 涼成) als Hiroshi Agasa vor der Kamera.
Anlässlich des fünfzehnjährigen Jubiläums des Detektiv-Conan-Animes wurde Anfang 2011 bekannt, dass ein dritter Realfilm in Produktion sei. Dabei spielt Junpei Mizobata (溝端 淳平) Shin’ichis Rolle, Shioli Kutsuna (忽那 汐里) agiert als Ran und Sonoko wird von der Darstellerin Sayaka Akimoto (秋元 才加) verkörpert. Der Film lief am 15. April 2011 um 19 Uhr japanischer Zeit. Die Titellieder stammen von der Band DREAM (To You…) und von der Sängerin yu-yu (Kimi to Zutto…).
2012 folgte der vierte und aktuell letzte Realfilm unter dem Titel Kudō Shin’ichi: Kyōto Shinsengumi Satsujin Jiken.

## Sonstige Veröffentlichungen

### Bücher
Zur Mangareihe erschien ein koloriertes Artbook.
Zur Animeserie und zu den Kinofilmen werden auch so genannte „Anime-Comics“ herausgebracht, von denen in Japan zwischen Juni 1996 und August 2000 50 Bände erschienen. Später folgten noch einmal fünf Bände unter dem Titel Meitantei Konan: Itsutsu no Jūyō Shorui (名探偵コナン―5つの重要書類). Ferner wurde zu den Kinofilmen ein Movie Guide veröffentlicht.
Im August und September 2015 veröffentlichte Egmont Manga den Anime-Comic zum siebzehnten Kinofilm der Serie, zusätzlich erschienen im Oktober und November desselben Jahres die Anime-Comics zum achtzehnten Kinofilm der Serie.

### Videospiele
Innerhalb Japans sind einige Detektiv-Conan-Videospiele für WonderSwan, WonderSwan Color, Game Boy, Game Boy Color, Game Boy Advance, Nintendo DS, Nintendo 3DS, Wii, PlayStation und PlayStation 2 erschienen.
Am 29. Januar 2009 erschien die erste und bisher einzige deutsche Videospielumsetzung für die Nintendo Wii unter dem Titel Detective Conan: Die Mirapolis-Ermittlung. Das Spiel ist in Deutschland ab 12 Jahren freigegeben.

## Wirtschaftlicher Erfolg und Auszeichnungen
Detektiv Conan ist in Japan eine der erfolgreichsten Mangareihen. Bis Mitte 2007 wurden allein in Japan 120 Millionen Bände des Mangas verkauft. Im Oktober 2021 hatte die Serie weltweit über 250 Millionen Bände im Umlauf, im Januar 2023 waren es über 270 Millionen Bände.
Der neunte Detektiv-Conan-Kinofilm Suiheisen jō no Inbō (水平線上の陰謀, deutscher Titel: Das Komplott über dem Ozean), spielte insgesamt etwa 2,2 Milliarden Yen (etwa 15,7 Millionen Euro) ein und kam in der Rangliste der erfolgreichsten japanischen Kinofilme 2005 auf Platz 11, und ist damit ähnlich erfolgreich wie seine Vorgängerfilme. Die Serie erhielt 2001 den 46. Shōgakukan-Manga-Preis in der Kategorie Shōnen.

## Trivia
Der große Erfolg resultiert auch aus der realistischen Darstellungsweise, so finden sich im Kapitel „Frag Holmes“ in Band 71 u. a. getreue Abbildungen von The Gherkin und der City Hall (London) oder auch der Mondbär findet eine realistische Darstellung in Band 27 und 28. Außerdem werden japanische Besonderheiten dargestellt, wie z. B. Katō Kiyomasa oder das Shōgi im Kapitel „Schach“ in Band 85. Auch das japanische Fabelwesen Nue tritt in einer Geschichte in den Vordergrund.
Obwohl Conan selbst nicht musikalisch ist, besitzt er ein absolutes Gehör (erwähnt im 12. Film). Es finden sich etliche Anspielungen an die Musik selbst, z. B. Seiji Aso (Seiji und Narumi identisch in Kanjischreibung), welcher drei Morde unter dem Deckmantel der drei Strophen der Mondscheinsonate verübt oder das Auftauchen der Gruppe Two-Mix in Band 15.
Im Kapitel „Gentas Schuss“ in Band 55 wird der Ausspruch „Nicht der Stärkste gewinnt immer, der Gewinner ist immer der stärkere“ in Verbindung mit einem Porträt Franz Beckenbauers erwähnt.
In Band 30 findet sich eine Parodie auf Philip Marlowe bzw. Humphrey Bogart in Form des Detektivs Harufumi Mogi.
Die Folgen im Hanshin-Kōshien-Stadion sind auch ein Crossover mit Gōshō Aoyamas früherer Mangaserie 3rd Base 4th (1993).
Auf dem Ableger Detektiv Conan Short Stories basieren die Animeepisoden 31 und 89. Diese „Short Stories“ wurden nicht von Gōshō Aoyama entworfen, sondern von seinen Assistenten.